# Lista conducătorilor de stat în anul 2013
Lista conducătorilor de stat în anul 2013 se bazează pe Lista statelor lumii și pe Lista de teritorii dependente, așa cum sunt ele cunoscute de la 1 ianuarie 2013 pâna la 31 decembrie 2013. 
Lista principală numără, în anul 2013, 199 state memebre sau observatori în cadrul ONU. Listele adiționale conțin:  State independente recunoscute parțial de comunitatea internațională, State independente nerecunoscute, Teritorii independente de facto,  Entități cu statut apropiat de cel de stat,  Territorii nesuverane, autonome sau cu administrație specială și Guverne alternative și / sau în exil .
Șefii executivului statelor suverane sunt în principal șefii de stat și șefii de guvern:
- Un șef de stat este o persoană fizică, uneori juridică, care reprezintă simbolic continuitatea și legitimitatea statului. Lui îi sunt rezervate în mod tradițional diverse funcții: reprezentarea externă, promulgarea legilor, nominalizarea titularilor unor funcții publice la nivel înalt. În funcție de stat el poate fi cel mai important deținător al puterii executive sau doar să personalizeze puterea supremă exercitată în numele lui de alte personalități politice.
- Un șef de guvern este o persoană fizică care deține primul sau al doilea rol executiv (conform tipului de regim politic) și se află în fruntea guvernului adică a  totalității miniștrilor sau secretarilor de stat însărcinați cu responsabilități executive.

În cazul teritoriilor autonome și a altor colectivități nesuverane, adică dependente de un stat suveran, titlurile șefului executiv local sunt diferite: prefect, bailiff, guvernator, președinte, etc.

## State independente recunoscute cvasigeneral
| Statul                                                                               | Funcția                                                                | Numele | Începând cu                          |
| ------------------------------------------------------------------------------------ | ---------------------------------------------------------------------- | --- | ------------------------------------ |
| Afganistan                                                                           | Președinte al Republicii                                               | Hamid Karzai | 22 decembrie 2001                    |
| Africa de Sud · (vezi și : §13)                                                      | Președinte al Republicii                                               | Jacob Zuma | 9 mai 2009                           |
| Albania                                                                              | Președinte al Republicii                                               | Bujar Nishani | 24 iulie 2012                        |
| Albania                                                                              | Prim-miniștri (miniștri șefi) (succesivi)                              | Edi Rama | 15 septembrie 2013                   |
| Albania                                                                              | Prim-miniștri (miniștri șefi) (succesivi)                              | Sali Berisha | 11 septembrie 2005                   |
| Algeria                                                                              | Președinți ai Republicii                                               | Abdelmalek Sellal (interimar)                                                                                              | 27 aprilie 2013 - 16 iulie 2013      |
| Algeria                                                                              | Președinți ai Republicii                                               | Abdelaziz Bouteflika | 27 aprilie 1999                      |
| Algeria                                                                              | Prim-ministru                                                          | Abdelmalek Sellal | 3 septembrie 2012                    |
| Andorra                                                                              | Coprinț episcopal                                                      | Joan Enric Vives Sicília                                                                                                   | 12 mai 2003                          |
| Andorra                                                                              | Coprinț francez                                                        | François Hollande | 15 mai 2012                          |
| Andorra                                                                              | Reprezentant personal al coprințului episcopal                         | Josep Maria Mauri | 20 iulie 2012                        |
| Andorra                                                                              | Reprezentantă personală a coprințului francez                          | Sylvie Hubac | 21 mai 2012                          |
| Andorra                                                                              | Șef al guvernului                                                      | Antoni Martí | 12 mai 2011                          |
| Angola                                                                               | Președinte al Republicii                                               | José Eduardo dos Santos | 10 septembrie 1979                   |
| Antigua și Barbuda · (vezi și:§13)                                                   | Regină                                                                 | Elisabeta a II-a | 1 noiembrie 1981                     |
| Antigua și Barbuda · (vezi și:§13)                                                   | Guvernatoare generală                                                  | dame Louise Lake-Tack | 17 iulie 2007                        |
| Antigua și Barbuda · (vezi și:§13)                                                   | Prim-ministru                                                          | Baldwin Spencer | 24 martie 2004                       |
| Arabia Saudită                                                                       | Rege                                                                   | Abdullah , | 1 august 2005                        |
| Arabia Saudită                                                                       | Președinte al Consiliului de Miniștri                                  | Abdullah | 1 august 2005                        |
| Argentina · (vezi și: §13)                                                           | Președinți ai Națiunii                                                 | Amado Boudou (interimar)                                                                                                   | 8 octombrie 2013 - 18 noiembrie 2013 |
| Argentina · (vezi și: §13)                                                           | Președinți ai Națiunii                                                 | Cristina Fernández de Kirchner                                                                                             | 10 decembrie 2007                    |
| Argentina · (vezi și: §13)                                                           | Șefi ai cabinetului (succesivi)                                        | Jorge Capitanich | 20 noiembrie 2013                    |
| Argentina · (vezi și: §13)                                                           | Șefi ai cabinetului (succesivi)                                        | Juan Manuel Abal Medina | 10 decembrie 2011                    |
| Armenia                                                                              | Președinte al Republicii                                               | Serzh Sargsyan | 9 aprilie 2008                       |
| Armenia                                                                              | Prim-ministru                                                          | Tigran Sargsyan | 9 aprilie 2008                       |
| Australia · (vezi și: §6)                                                            | Regină                                                                 | Elisabeta a II-a | 6 februarie 1952                     |
| Australia · (vezi și: §6)                                                            | Guvernatoare generală                                                  | Quentin Bryce | 5 septembrie 2008                    |
| Australia · (vezi și: §6)                                                            | Prim-miniștri (succesivi)                                              | Tony Abbott | 18 septembrie 2013                   |
| Australia · (vezi și: §6)                                                            | Prim-miniștri (succesivi)                                              | Kevin Rudd | 27 iunie 2013                        |
| Australia · (vezi și: §6)                                                            | Prim-miniștri (succesivi)                                              | Julia Gillard | 24 iunie 2010                        |
| Austria                                                                              | Președinte federal al Republicii                                       | Heinz Fischer | 8 iulie 2004                         |
| Austria                                                                              | Cancelar federal                                                       | Werner Faymann | 2 decembrie 2008                     |
| Azerbaidjan · (vezi și: §3 și §13)                                                   | Președinte al Republicii                                               | Ilham Aliyev , | 15 octombrie 2003                    |
| Azerbaidjan · (vezi și: §3 și §13)                                                   | Prim-ministru                                                          | Artur Rasizade | 31 octombrie 2003                    |
| Bahamas                                                                              | Regină                                                                 | Elisabeta a II-a | 10 iulie 1973                        |
| Bahamas                                                                              | Guvernator-general                                                     | sir Arthur Foulkes | 14 aprilie 2010                      |
| Bahamas                                                                              | Prim-ministru                                                          | Perry Christie | 7 mai 2012                           |
| Bahrain                                                                              | Rege                                                                   | șeic Hamad bin Isa al Khalifa                                                                                              | 6 martie 1999                        |
| Bahrain                                                                              | Prim-ministru (ministru președinte)                                    | șeic Khalifa bin Salman al-Khalifa ,                                                                                       | 19 ianuarie 1970                     |
| Bangladesh                                                                           | Președinți ai Republicii (succesivi)                                   | Abdul Hamid | 14 martie 2013                       |
| Bangladesh                                                                           | Președinți ai Republicii (succesivi)                                   | Zillur Rahman | 12 februarie 2009                    |
| Bangladesh                                                                           | Prim-ministru                                                          | șeica Hasina Wazed , | 6 ianuarie 2009                      |
| Barbados                                                                             | Regină                                                                 | Elisabeta a II-a | 30 noiembrie 1966                    |
| Barbados                                                                             | Guvernator general                                                     | sir Elliott Belgrave | 1 iunie 2012                         |
| Barbados                                                                             | Prim-ministru                                                          | Freundel Stuart | 23 octombrie 2010                    |
| Belarus (vezi și : §15)                                                              | Președinte                                                             | Aleksandr Lukașenko | 20 iulie 1994                        |
| Belarus (vezi și : §15)                                                              | Prim-ministru                                                          | Mihail Miasnikovič | 28 decembrie 2010                    |
| Belgia                                                                               | Regi (ai belgienilor) (succesivi)                                      | Filip | 21 iulie 2013                        |
| Belgia                                                                               | Regi (ai belgienilor) (succesivi)                                      | Elio Di Rupo (regent) | 21 iulie 2013                        |
| Belgia                                                                               | Regi (ai belgienilor) (succesivi)                                      | Albert al II-lea | 9 august 1993                        |
| Belgia                                                                               | Prim-ministru                                                          | Elio Di Rupo | 5 decembrie 2011                     |
| Belize                                                                               | Regină                                                                 | Elisabeta a II-a | 21 septembrie 1981                   |
| Belize                                                                               | Guvernator general                                                     | sir Colville Young | 17 noiembrie 1993                    |
| Belize                                                                               | Prim-ministru                                                          | Dean Barrow | 8 februarie 2008                     |
| Benin                                                                                | Președinte al Republicii                                               | Yayi Boni | 6 aprilie 2006                       |
| Benin                                                                                | Prim-ministru                                                          | funcție desființată | 11 august 2013                       |
| Benin                                                                                | Prim-ministru                                                          | Pascal Koupaki | 28 mai 2011                          |
| Bhutan                                                                               | Rege                                                                   | Jigme Khesar Namgyel Wangchuck                                                                                             | 14 decembrie 2006                    |
| Bhutan                                                                               | Prim-miniștri (lyonchen) (succesivi)                                   | lyonchen Jigme Thinley | 29 iulie 2013                        |
| Bhutan                                                                               | Prim-miniștri (lyonchen) (succesivi)                                   | lyonchen Jigme Thinley | 9 aprilie 2008                       |
| Birmania                                                                             | Președinte al Republicii                                               | Thein Sein | 4 februarie 2011                     |
| Bolivia                                                                              | Președinte constituțional al statului plurinațional                    | Evo Morales | 22 ianuarie 2006                     |
| Bosnia și Herzegovina                                                                | Președinți ai Consiliului Prezidențial (succesivi)                     | Željko Komšić | 10 noiembrie 2013                    |
| Bosnia și Herzegovina                                                                | Președinți ai Consiliului Prezidențial (succesivi)                     | Željko Komšić | 10 noiembrie 2013                    |
| Bosnia și Herzegovina                                                                | Președinte al Consiliului de Miniștri                                  | Vjekoslav Bevanda | 12 ianuarie 2012                     |
| Bosnia și Herzegovina                                                                | Înalt reprezentant internațional                                       | Valentin Inzko (Austria)                                                                                                   | 26 martie 2009                       |
| Botswana                                                                             | Președinte al Republicii                                               | Seretse Ian Khama | 1 aprilie 2008                       |
| Brazilia · (vezi și: §13)                                                            | Președintă a Republicii federale                                       | Dilma Rousseff | 1 ianuarie 2011                      |
| Brunei                                                                               | Sultan [și suveran (Yang Di Pertuan)]                                  | sir Hassanal Bolkiah | 5 octombrie 1967                     |
| Brunei                                                                               | Prim-ministru                                                          | sir Hassanal Bolkiah | 1 ianuarie 1984                      |
| Bulgaria                                                                             | Președinte al Republicii                                               | Rosen Plevneliev | 22 ianuarie 2012                     |
| Bulgaria                                                                             | Prim-miniștri (miniștri președinți) (succesivi)                        | Plamen Oresharski | 29 mai 2013                          |
| Bulgaria                                                                             | Prim-miniștri (miniștri președinți) (succesivi)                        | Marin Raykov (interimar)                                                                                                   | 12 martie 2013                       |
| Bulgaria                                                                             | Prim-miniștri (miniștri președinți) (succesivi)                        | Boiko Borisov | 27 iulie 2009                        |
| Burkina Faso                                                                         | Președinte al Faso (Republicii)                                        | Blaise Compaoré | 15 octombrie 1987                    |
| Burkina Faso                                                                         | Prim-ministru                                                          | Luc-Adolphe Tiao | 18 aprilie 2011                      |
| Burundi                                                                              | Președinte al Republicii                                               | Pierre Nkurunziza | 26 august 2005                       |
| Cambodgia                                                                            | Rege                                                                   | Norodom Sihamoni | 29 octombrie 2004                    |
| Cambodgia                                                                            | Prim-ministru                                                          | samdech Hun Sen | 31 decembrie 1984                    |
| Camerun                                                                              | Președinte al Republicii                                               | Paul Biya | 6 noiembrie 1982                     |
| Camerun                                                                              | Prim-ministru                                                          | Philémon Yang | 30 iunie 2009                        |
| Canada                                                                               | Regină                                                                 | Elisabeta a II-a | 6 februarie1952                      |
| Canada                                                                               | Guvernator general                                                     | David Johnston | 1 octobrie 2010                      |
| Canada                                                                               | Prim-ministru                                                          | Stephen Harper | 6 februaie 2006                      |
| Capul Verde                                                                          | Președinte al Republicii                                               | Jorge Carlos Fonseca | 21 august 2011                       |
| Capul Verde                                                                          | Prim-ministru                                                          | José Maria Neves | 1 februarie 2001                     |
| Cehia                                                                                | Președinți ai Republicii (succesivi)                                   | Miloš Zeman | 7 martie 2013                        |
| Cehia                                                                                | Președinți ai Republicii (succesivi)                                   | Václav Klaus | 7 martie 2003                        |
| Cehia                                                                                | Prim-miniștri (președinți ai Guvernului) (succesivi)                   | Jiří Rusnok | 10 iulie 2013                        |
| Cehia                                                                                | Prim-miniștri (președinți ai Guvernului) (succesivi)                   | Petr Nečas | 13 iulie 2010                        |
| Centrafricană, Republica                                                             | ȘefI de stat (succesivi)                                               | Michel Djotodia (șef de stat de tranziție)                                                                                 | 24 martie 2013                       |
| Centrafricană, Republica                                                             | ȘefI de stat (succesivi)                                               | François Bozizé (președinte al Republicii)                                                                                 | 15 martie 2003                       |
| Centrafricană, Republica                                                             | Prim-miniștri (succesivi)                                              | Nicolas Tiangaye | 17 ianuarie 2013                     |
| Centrafricană, Republica                                                             | Prim-miniștri (succesivi)                                              | Faustin Archange Touadéra                                                                                                  | 22 ianuarie 2008                     |
| Chile · (vezi și : §13)                                                              | Președinte al Republicii                                               | Sebastián Piñera | 11 martie 2010                       |
| China (vezi și : §2, §13 și §15)                                                     | Secretar general al Partidului Comunist Chinez                         | Xi Jinping | 15 noiembrie 2012                    |
| China (vezi și : §2, §13 și §15)                                                     | Președinți ai Republicii (succesivi)                                   | Xi Jinping | 14 martie 2013                       |
| China (vezi și : §2, §13 și §15)                                                     | Președinți ai Republicii (succesivi)                                   | Hu Jintao | 15 martie 2003                       |
| China (vezi și : §2, §13 și §15)                                                     | Premieri ai Consiliului de Stat (succesivi)                            | Li Keqiang | 16 martie 2013                       |
| China (vezi și : §2, §13 și §15)                                                     | Premieri ai Consiliului de Stat (succesivi)                            | Wen Jiabao | 16 martie 2003                       |
| Ciad                                                                                 | Președinte al Republicii                                               | Idriss Déby Itno | 2 decembrie 1990                     |
| Ciad                                                                                 | Prim-miniștri (succesivi)                                              | Kalzeubé Pahimi Deubet | 21 noiembrie 2013                    |
| Ciad                                                                                 | Prim-miniștri (succesivi)                                              | Djimrangar Dadnadji | 21 ianuarie 2013                     |
| Ciad                                                                                 | Prim-miniștri (succesivi)                                              | Emmanuel Nadingar | 5 martie 2010                        |
| Cipru · (vezi și : §2)                                                               | Președinți al Republicii (succesivi)                                   | Nicos Anastasiades | 28 februarie 2013                    |
| Cipru · (vezi și : §2)                                                               | Președinți al Republicii (succesivi)                                   | Dimítris Christófias | 28 februarie 2008                    |
| Coasta de Fildeș                                                                     | Președinte al Republicii                                               | Alassane Ouattara , | 4 decembrie 2010                     |
| Coasta de Fildeș                                                                     | Prim-ministru                                                          | Daniel Kablan Duncan | 21 noiembrie 2012                    |
| Columbia · (vezi și: §13)                                                            | Președinte al Republicii                                               | Juan Manuel Santos | 7 august 2010                        |
| Comore                                                                               | Președinte al Uniunii                                                  | Ikililou Dhoinine | 26 decembrie 2010                    |
| Congo, Republica                                                                     | Președinte al Republicii                                               | Denis Sassou-Nguesso , | 25 octombrie 1997                    |
| Congo, Republica Democrată                                                           | Președinte al Republicii                                               | Joseph Kabila , | 17 ianuarie 2001                     |
| Congo, Republica Democrată                                                           | Prim-ministru                                                          | Augustin Matata Ponyo | 18 aprilie 2012                      |
| Coreea, Republica                                                                    | Președinți ai Republicii (succesivi)                                   | Park Geun-hye | 25 februarie 2013                    |
| Coreea, Republica                                                                    | Președinți ai Republicii (succesivi)                                   | Lee Myung-bak | 25 februarie 2008                    |
| Coreea, Republica                                                                    | Prim-miniștri (succesivi)                                              | Chung Hong-won | 26 februarie 2013                    |
| Coreea, Republica                                                                    | Prim-miniștri (succesivi)                                              | Kim Hwang-sik | 1 octobrie 2010                      |
| Coreeană, R.P.D.                                                                     | Lider suprem                                                           | Kim Jong-un , | 29 decembrie 2011                    |
| Coreeană, R.P.D.                                                                     | Secretar general etern al Partidului Muncii din Coreea                 | Kim Jong-il , | 11 aprilie 2012                      |
| Coreeană, R.P.D.                                                                     | Prim secretar al Partidului Muncii din Coreea                          | Kim Jong-un , | 11 aprilie 2012                      |
| Coreeană, R.P.D.                                                                     | Președinte etern al Comisiei Apărării Naționale                        | Kim Jong-il . , | 12 aprilie 2012                      |
| Coreeană, R.P.D.                                                                     | Prim președinte al Comisiei Apărării Naționale                         | Kim Jong-un , | 13 aprilie 2012                      |
| Coreeană, R.P.D.                                                                     | Președinte etern                                                       | Kim Ir-sen | 5 septembrie 1998                    |
| Coreeană, R.P.D.                                                                     | Președinte al Prezidiului Adunării Populare Supreme                    | Kim Yong-nam | 5 septembrie 1998                    |
| Coreeană, R.P.D.                                                                     | Premieri ai Cabinetului (succesivi)                                    | Pak Pong-ju | 1 aprilie 2013                       |
| Coreeană, R.P.D.                                                                     | Premieri ai Cabinetului (succesivi)                                    | Choe Yong-rim | 7 iunie 2010                         |
| Costa Rica                                                                           | Președintă a Republicii                                                | Laura Chinchilla | 8 mai 2010                           |
| Croația                                                                              | Președinte al Republicii                                               | Ivo Josipovic | 18 februarie 2010                    |
| Croația                                                                              | Prim-ministru (președinte al Guvernului)                               | Zoran Milanović | 23 decembrie 2011                    |
| Cuba                                                                                 | Prim secretar al Partidului Comunist Cubanez                           | Raul Castro , | 31 iulie 2006                        |
| Cuba                                                                                 | Președinte al Consiliului de Stat                                      | Raúl Castro , | 31 iulie 2006                        |
| Cuba                                                                                 | Președinte al Consiliului de Miniștri                                  | Raúl Castro , | 31 iulie 2006                        |
| Danemarca · (vezi și : §13)                                                          | Regină                                                                 | Margareta a II-a | 14 ianuarie 1972                     |
| Danemarca · (vezi și : §13)                                                          | Prim-ministru (ministru de stat)                                       | Helle Thorning-Schmidt | 2 octombrie 2011                     |
| Djibouti                                                                             | Președinte al Republicii                                               | Ismail Omar Guelleh | 8 mai 1999                           |
| Djibouti                                                                             | Prim-miniștri (succesivi)                                              | Abdoulkader Kamil Mohamed                                                                                                  | 1 aprilie 2013                       |
| Djibouti                                                                             | Prim-miniștri (succesivi)                                              | Dileita Mohamed Dileita | 4 martie 2001                        |
| Dominica                                                                             | Președinți ai Commonwealth-ului (succesivi)                            | Charles Savarin | 2 septembrie 2013                    |
| Dominica                                                                             | Președinți ai Commonwealth-ului (succesivi)                            | Eliud Williams | 17 septembrie 2012                   |
| Dominica                                                                             | Prim-ministru                                                          | Roosevelt Skerrit | 8 ianuarie 2004                      |
| Dominicană, Republica                                                                | Președinte al Republicii                                               | Danilo Medina | 16 august 2012                       |
| Ecuador · (vezi și §13)                                                              | Președinți constituționali ai Republicii                               | Lenín Moreno (interimar)                                                                                                   | 15 ianuarie 2013 -18 februarie 2013  |
| Ecuador · (vezi și §13)                                                              | Președinți constituționali ai Republicii                               | Rafael Correa | 15 ianuarie 2007                     |
| Egipt                                                                                | Președinți al Republicii (succesivi)                                   | Adly Mansour (interimar)                                                                                                   | 4 iulie 2013                         |
| Egipt                                                                                | Președinți al Republicii (succesivi)                                   | Mohamed Morsi | 30 iunie 2012                        |
| Egipt                                                                                | Prim-miniștri (președinți al Consiliului de Miniștri) (succesivi)      | Hazem Al Beblawi (interimar)                                                                                               | 16 iulie 2013                        |
| Egipt                                                                                | Prim-miniștri (președinți al Consiliului de Miniștri) (succesivi)      | funcție vacantă | 3 iulie 2013                         |
| Egipt                                                                                | Prim-miniștri (președinți al Consiliului de Miniștri) (succesivi)      | Hicham Qandil | 2 august 2012                        |
| El Salvador                                                                          | Președinte al Republicii                                               | Mauricio Funes | 1 iunie 2009                         |
| Elveția                                                                              | Președinte al Confederației                                            | Ueli Maurer | 1 ianuarie 2013                      |
| Emiratele Arabe Unite                                                                | Președinte                                                             | șeic Khalifa bin Zayed Al Nahyan                                                                                           | 3 noiembrie 2004                     |
| Emiratele Arabe Unite                                                                | Prim-ministru (președinte al Consiliului de Miniștri)                  | șeic Mohammed ben Rachid Al Maktoum                                                                                        | 5 ianuarie 2006                      |
| Eritreea                                                                             | Președinte al Statului                                                 | Issayas Afewerki | 24 mai 1993                          |
| Estonia · (vezi și : §15)                                                            | Președinte al Republicii                                               | Toomas Hendrik Ilves | 9 octombrie 2006                     |
| Estonia · (vezi și : §15)                                                            | Prim-ministru (ministru șef)                                           | Andrus Ansip | 13 aprilie 2005                      |
| Etiopia                                                                              | Președinți ai Republicii (succesivi)                                   | Mulatu Teshome | 7 octombrie 2013                     |
| Etiopia                                                                              | Președinți ai Republicii (succesivi)                                   | Girma Wolde-Giorgis | 8 octobrie 2001                      |
| Etiopia                                                                              | Prim-ministru                                                          | Haile Mariam Dessalegn | 20 august 2012                       |
| Fiji                                                                                 | Președinte al Republicii                                               | Epeli Nailatikau | 30 iulie 2009                        |
| Fiji                                                                                 | Prim-ministru                                                          | Frank Bainimarama (interimar)                                                                                              | 11 aprilie 2009                      |
| Filipine · (vezi și : §3 și §13)                                                     | Președinte al Republicii                                               | Benigno Aquino III | 30 iunie 2010                        |
| Finlanda · (vezi și : §13)                                                           | Președinte al Republicii                                               | Sauli Niinistö | 1 martie 2012                        |
| Finlanda · (vezi și : §13)                                                           | Prim-ministru (ministru șef)                                           | Jyrki Katainen | 22 iunie 2011                        |
| Franța (vezi și : §8)                                                                | Președinte al Republicii                                               | François Hollande | 15 mai 2012                          |
| Franța (vezi și : §8)                                                                | Prim-ministru                                                          | Jean-Marc Ayrault | 15 mai 2012                          |
| Gabon                                                                                | Președinte al Republicii                                               | Ali Bongo Ondimba | 16 octombrie 2009                    |
| Gabon                                                                                | Prim-ministru                                                          | Raymond Ndong Sima | 27 februarie 2012                    |
| Gambia                                                                               | Președinte al Republicii                                               | Yahya Jammeh | 22 iulie 1994                        |
| Georgia · (vezi și : §2, §13 și §15)                                                 | Președinți (succesivi)                                                 | Giorgi Margvelashvili | 17 noiembrie 2013                    |
| Georgia · (vezi și : §2, §13 și §15)                                                 | Președinți (succesivi)                                                 | Miheil Saakașvili | 20 ianuarie 2008                     |
| Georgia · (vezi și : §2, §13 și §15)                                                 | Prim-miniștri (succesivi)                                              | Irakli Garibashvili | 20 noiembrie 2013                    |
| Georgia · (vezi și : §2, §13 și §15)                                                 | Prim-miniștri (succesivi)                                              | Bidzina Ivanichvili | 25 octombrie 2012                    |
| Germania                                                                             | Președinte federal                                                     | Joachim Gauck | 18 martie 2012                       |
| Germania                                                                             | Cancelară federală                                                     | Angela Merkel | 22 noiembrie 2005                    |
| Ghana                                                                                | Președinte al Republicii                                               | John Dramani Mahama | 24 iulie 2012                        |
| Grecia · (vezi și : §13)                                                             | Președinte al Republicii                                               | Karolos Papoulias | 12 martie 2005                       |
| Grecia · (vezi și : §13)                                                             | Prim-ministru                                                          | Antonis Samaras | 20 iunie 2012                        |
| Grenada · (vezi și : §13)                                                            | Regină                                                                 | Elisabeta a II-a | 7 februarie 1974                     |
| Grenada · (vezi și : §13)                                                            | Guvernatori generali (succesivi)                                       | dame Cécile La Grenade | 7 mai 2013                           |
| Grenada · (vezi și : §13)                                                            | Guvernatori generali (succesivi)                                       | Lawrence Joseph (interimar)                                                                                                | 3 mai 2008                           |
| Grenada · (vezi și : §13)                                                            | Guvernatori generali (succesivi)                                       | sir Carlyle Glean | 27 noiembrie 2008                    |
| Grenada · (vezi și : §13)                                                            | Prim-miniștri (succesivi)                                              | Keith Mitchell | 20 februarie 2013                    |
| Grenada · (vezi și : §13)                                                            | Prim-miniștri (succesivi)                                              | Tillman Thomas | 9 iulie 2008                         |
| Guatemala                                                                            | Președinte al Republicii                                               | Otto Pérez Molina | 14 ianuarie 2012                     |
| Guineea                                                                              | Președinte al Republicii                                               | Alpha Condé | 21 decembrie 2010                    |
| Guineea                                                                              | Prim-ministru                                                          | Mohamed Saïd Fofana | 24 decembrie 2010                    |
| Guineea-Bissau                                                                       | Președinte al Republicii                                               | Manuel Serifo Nhamadjo (de transiție)                                                                                      | 11 mai 2012                          |
| Guineea-Bissau                                                                       | Prim-ministru                                                          | Rui Duarte de Barros (de transiție)                                                                                        | 16 mai 2012                          |
| Guineea Ecuatorială                                                                  | Președinte al Republicii                                               | Teodoro Obiang Nguema Mbasogo ,                                                                                            | 3 august 1979                        |
| Guineea Ecuatorială                                                                  | Prim-ministru                                                          | Vicente Ehate Tomi | 18 mai 2012                          |
| Guyana                                                                               | Președinte al Republicii                                               | Donald Ramotar | 3 decembrie 2011                     |
| Guyana                                                                               | Prim-ministru                                                          | Sam Hinds | 11 august 1999                       |
| Haiti                                                                                | Președinte al Republicii                                               | Michel Martelly | 14 mai 2011                          |
| Haiti                                                                                | Prim-ministru                                                          | Laurent Lamothe | 16 mai 2012                          |
| Honduras                                                                             | Președinte al Republicii                                               | Porfirio Lobo Sosa | 27 ianuarie 2010                     |
| India · (vezi și : §2)                                                               | Președinte al Republicii                                               | Pranab Mukherjee | 25 iulie 2012                        |
| India · (vezi și : §2)                                                               | Prim-ministru                                                          | Manmohan Singh | 22 mai 2004                          |
| Indonezia · (vezi și : §15)                                                          | Președinte al Republicii                                               | Susilo Bambang Yudhoyono                                                                                                   | 20 octombrie 2004                    |
| Iordania                                                                             | Rege                                                                   | Abdullah al II-lea | 7 februarie 1999                     |
| Iordania                                                                             | Prim-ministru (ministru președinte)                                    | Abdullah Ensour | 11 octombrie 2012                    |
| Irak · (vezi și : §13)                                                               | Președinte al Republicii                                               | Jalal Talabani | 7 aprilie 2005                       |
| Irak · (vezi și : §13)                                                               | Prim-ministru (ministru președinte)                                    | Nouri al-Maliki | 20 mai 2006                          |
| Iran                                                                                 | Lider suprem                                                           | ayatollah Ali Khamenei | 4 iunie 1989                         |
| Iran                                                                                 | Președinți al Republicii (succesivi)                                   | hojatolislam Hassan Rouhani                                                                                                | 3 august 2013                        |
| Iran                                                                                 | Președinți al Republicii (succesivi)                                   | Mahmoud Ahmadinejad | 3 august 2005                        |
| Irlanda                                                                              | Președinte                                                             | Michael D. Higgins | 11 noiembrie 2011                    |
| Irlanda                                                                              | Prim-ministru (Taoiseach)                                              | Enda Kenny | 9 martie 2011                        |
| Islanda                                                                              | Președinte                                                             | Ólafur Ragnar Grímsson | 1 august 1996                        |
| Islanda                                                                              | Prim-miniștri (miniștri președinți) (succesivi)                        | Sigmundur Davíð Gunnlaugsson                                                                                               | 24 mai 2013                          |
| Islanda                                                                              | Prim-miniștri (miniștri președinți) (succesivi)                        | Johanna Sigurdardottir | 1 februarie 2009                     |
| Israel · (vezi și : §2)                                                              | Președinte al Statului                                                 | Shimon Peres | 15 iulie 2007                        |
| Israel · (vezi și : §2)                                                              | Prim-ministru (șef al guvernului)                                      | Beniamin Netaniahu | 31 martie 2009                       |
| Italia                                                                               | Președinte al Republicii                                               | Giorgio Napolitano | 15 mai 2006                          |
| Italia                                                                               | Președinți al Consiliului de Miniștri (succesivi)                      | Enrico Letta | 28 aprilie 2013                      |
| Italia                                                                               | Președinți al Consiliului de Miniștri (succesivi)                      | Mario Monti | 16 noiembrie 2011                    |
| Jamaica                                                                              | Regină                                                                 | Elisabeta a II-a | 6 august 1962                        |
| Jamaica                                                                              | Guvernator general                                                     | sir Patrick Allen | 26 februarie 2009                    |
| Jamaica                                                                              | Prim-ministru                                                          | Portia Simpson-Miller | 5 ianuarie 2012                      |
| Japonia                                                                              | Împărat                                                                | Akihito | 7 ianuarie 1989                      |
| Japonia                                                                              | Prim-ministru                                                          | Shinzō Abe , | 26 decembrie 2012                    |
| Kazahstan                                                                            | Președinte al Republicii                                               | Nursultan Nazarbaev | 24 aprilie 1990                      |
| Kazahstan                                                                            | Prim-ministru                                                          | Serik Akhmetov | 24 septembrie 2012                   |
| Kârgâzstan                                                                           | Președinte al Republicii                                               | Almazbek Atambaïev | 30 octombrie 2011                    |
| Kârgâzstan                                                                           | Prim-ministru                                                          | Zhantoro Satybaldiyev | 5 septembrie 2012                    |
| Kenya                                                                                | Președinți al Republicii (succesivi)                                   | Uhuru Kenyatta | 9 aprilie 2013                       |
| Kenya                                                                                | Președinți al Republicii (succesivi)                                   | Mwai Kibaki | 30 decembrie 2002                    |
| Kenya                                                                                | Prim-ministru                                                          | funcție desființată | 9 aprilie 2013                       |
| Kenya                                                                                | Prim-ministru                                                          | Raila Odinga | 17 aprilie 2008                      |
| Kiribati                                                                             | Președinte                                                             | Anote Tong | 10 iulie 2003                        |
| Kuweit                                                                               | Emir                                                                   | șeic Sabah Al-Ahmad Al-Jaber Al-Sabah ,                                                                                    | 24 ianuarie 2006                     |
| Kuweit                                                                               | Prim-ministru (ministru președinte)                                    | șeic Jaber Al-Mubarak Al-Hamad Al-Sabah                                                                                    | 4 decembrie 2011                     |
| Laos                                                                                 | Secretar general al Partidului Popular Revoluționar Laoțian            | Choummaly Sayasone | 21 martie 2006                       |
| Laos                                                                                 | Președinte al Republicii                                               | Choummaly Sayasone | 8 iunie 2006                         |
| Laos                                                                                 | Prim-ministru                                                          | Thongsing Thammavong | 23 decembrie 2010                    |
| Lesotho                                                                              | Rege (Marena)                                                          | Letsie al III-lea | 7 februarie 1996                     |
| Lesotho                                                                              | Prim-ministru (Tona-Kholo)                                             | Tom Thabane | 8 iunie 2012                         |
| Letonia                                                                              | Președinte al Republicii                                               | Andris Bērziņš | 8 iulie 2011                         |
| Letonia                                                                              | Prim-ministru (ministru președinte)                                    | Valdis Dombrovskis | 12 martie 2009                       |
| Liban                                                                                | Președinte al Republicii                                               | Michel Sleiman | 25 mai 2008                          |
| Liban                                                                                | Președinte al Consiliului de Miniștri                                  | Najib Mikati | 13 iunie 2011                        |
| Liberia                                                                              | Președintă al Republicii                                               | Ellen Johnson Sirleaf | 16 ianuarie 2006                     |
| Libia · (vezi și : §15)                                                              | Președinți ai Congresului Național General (succesivi)                 | Nouri Abusahmain | 5 iunie 2013                         |
| Libia · (vezi și : §15)                                                              | Președinți ai Congresului Național General (succesivi)                 | Juma Ahmad Atigha (interimar)                                                                                              | 28 mai 2013                          |
| Libia · (vezi și : §15)                                                              | Președinți ai Congresului Național General (succesivi)                 | Mohamed Youssef al-Magariaf                                                                                                | 9 august 2012                        |
| Libia · (vezi și : §15)                                                              | Prim-ministru (ministru președinte)                                    | Ali Zeidan | 31 octombrie 2012                    |
| Liechtenstein                                                                        | Prinți suverani                                                        | Alois (regent) | 15 august 2004                       |
| Liechtenstein                                                                        | Prinți suverani                                                        | Hans Adam al II-lea . (prinț suveran)                                                                                      | 13 noiembrie 1989                    |
| Liechtenstein                                                                        | Șefi ai guvernului (succesivi)                                         | Adrian Hasler | 27 martie 2013                       |
| Liechtenstein                                                                        | Șefi ai guvernului (succesivi)                                         | Klaus Tschütscher | 25 martie 2009                       |
| Lituania                                                                             | Președintă a Republicii                                                | Dalia Grybauskaitė | 12 iulie 2009                        |
| Lituania                                                                             | Prim-ministru (ministru președinte)                                    | Algirdas Butkevičius | 12 decembrie 2012                    |
| Luxemburg                                                                            | Mare Duce                                                              | Henric | 7 octombrie 2000                     |
| Luxemburg                                                                            | Prim-miniștri (succesivi)                                              | Xavier Bettel | 4 decembrie 2013                     |
| Luxemburg                                                                            | Prim-miniștri (succesivi)                                              | Jean-Claude Juncker | 1 ianuarie 1995                      |
| Macedonia                                                                            | Președinte al Republicii                                               | Gjorge Ivanov | 12 mai 2009                          |
| Macedonia                                                                            | Prim-ministru (președinte al Guvernului)                               | Nikola Gruevski | 27 august 2006                       |
| Madagascar                                                                           | Președinte al Înaltei Autorități de Tranziție                          | Andry Rajoelina | 17 martie 2009                       |
| Madagascar                                                                           | Prim-ministru                                                          | Omer Beriziky (de tranziție)                                                                                               | 2 noiembrie 2011                     |
| Malaezia                                                                             | Șef de stat (Yang di-Pertuan Agong)                                    | Abdul Halim Muadzam Shah                                                                                                   | 13 decembrie 2011                    |
| Malaezia                                                                             | Prim-ministru                                                          | datuk seri Najib Tun Razak                                                                                                 | 3 aprilie 2009                       |
| Malawi                                                                               | Președintă al Republicii                                               | Joyce Banda | 7 aprile 2012                        |
| Maldive                                                                              | Președinți al Republicii (succesivi)                                   | Abdulla Yameen | 17 noiembre 2013                     |
| Maldive                                                                              | Președinți al Republicii (succesivi)                                   | Mohammed Waheed Hassan | 7 februarie 2012                     |
| Mali · (vezi și : §3)                                                                | Președinți ai Republicii (succesivi)                                   | Ibrahim Boubacar Keita | 4 septembrie 2013                    |
| Mali · (vezi și : §3)                                                                | Președinți ai Republicii (succesivi)                                   | Dioncounda Traoré (interimar)                                                                                              | 12 aprilie 2012                      |
| Mali · (vezi și : §3)                                                                | Prim-miniștri (miniștri șefi) (succesivi)                              | Oumar Tatam Ly | 5 septembrie 2013                    |
| Mali · (vezi și : §3)                                                                | Prim-miniștri (miniștri șefi) (succesivi)                              | Django Sissoko (interimar)                                                                                                 | 11 decembrie 2012                    |
| Malta                                                                                | Președinte al Republicii                                               | George Abela | 4 aprilie 2009                       |
| Malta                                                                                | Prim-miniștri (succesivi)                                              | Joseph Muscat | 11 martie 2013                       |
| Malta                                                                                | Prim-miniștri (succesivi)                                              | Lawrence Gonzi | 12 aprilie 2003                      |
| Maroc · (vezi și : §2)                                                               | Rege                                                                   | Mohammed al VI-lea | 23 iulie 1999                        |
| Maroc · (vezi și : §2)                                                               | Șef al guvernului                                                      | Abdelilah Benkirane | 29 noiembrie 2011                    |
| Marshall, Insulele                                                                   | Președinte al Republicii                                               | Christopher Loeak | 10 ianuarie 2012                     |
| Mauritania                                                                           | Președinte al Republicii                                               | Mohamed Ould Abdel Aziz ,                                                                                                  | 5 august 2009                        |
| Mauritania                                                                           | Prim=ministru                                                          | Moulaye Ould Mohamed Laghdhaf                                                                                              | 14 august 2008                       |
| Mauritius · (vezi și : §13)                                                          | Președinte al Republicii                                               | Rajkeswur Purryag | 21 iulie 2012                        |
| Mauritius · (vezi și : §13)                                                          | Prim-ministru                                                          | Navin Ramgoolam , | 5 iulie 2005                         |
| Mexic                                                                                | Președinte al Statelor Unite Mexicane                                  | Enrique Peña Nieto | 1 decembrie 2012                     |
| Micronezia                                                                           | Președinte al Republicii (și șef al Guvernului)                        | Manny Mori | 11 mai 2007                          |
| Moldova, Republica (vezi și: §3 și §13)                                              | Președinte al Republicii                                               | Nicolae Timofti | 23 martie 2012                       |
| Moldova, Republica (vezi și: §3 și §13)                                              | Primi-miniștri (succesivi)                                             | Iurie Leancă | 30 mai 2013                          |
| Moldova, Republica (vezi și: §3 și §13)                                              | Primi-miniștri (succesivi)                                             | Vladimir Filat | 25 septembrie 2009                   |
| Monaco                                                                               | Prinț suveran                                                          | Albert al II-lea | 6 aprilie 2005                       |
| Monaco                                                                               | Ministru de stat (prim-ministru)                                       | Michel Roger | 29 martie 2010                       |
| Mongolia                                                                             | Președinte                                                             | Tsakhiagiyn Elbegdorj | 18 iunie 2009                        |
| Mongolia                                                                             | Prim-ministru                                                          | Norovyn Altankhuyag | 10 august 2012                       |
| Mozambic                                                                             | Președinte al Republicii                                               | Armando Guebuza | 2 februarie 2005                     |
| Mozambic                                                                             | Prim-ministru                                                          | Alberto Vaquina | 8 octombrie 2012                     |
| Muntenegru                                                                           | Președinte                                                             | Filip Vujanović , | 22 mai 2003                          |
| Muntenegru                                                                           | Prim-ministru (premier)                                                | Milo Đukanović | 4 decembrie 2012                     |
| Namibia                                                                              | Președinte al Republicii                                               | Hifikepunye Pohamba | 21 martie 2005                       |
| Namibia                                                                              | Prim-ministru                                                          | Hage Geingob | 4 decembrie 2012                     |
| Nauru                                                                                | Președinți al Republicii (succesivi)                                   | Baron Waqa | 11 iunie 2013                        |
| Nauru                                                                                | Președinți al Republicii (succesivi)                                   | Sprent Dabwido | 15 noiembrie 2011                    |
| Nepal                                                                                | Președinte                                                             | Ram Baran Yadav | 23 iulie 2008                        |
| Nepal                                                                                | Primi-miniștri (succesivi)                                             | Khil Raj Regmi (interimar)                                                                                                 | 13 martie 2013                       |
| Nepal                                                                                | Primi-miniștri (succesivi)                                             | Baburam Bhattarai | 28 august 2011                       |
| Nicaragua                                                                            | Președinte al Republicii                                               | Daniel Ortega | 10 ianuarie 2007                     |
| Niger                                                                                | Președinte                                                             | Mahamadou Issoufou | 7 aprilie 2011                       |
| Niger                                                                                | Prim-ministru                                                          | Brigi Rafini | 7 aprilie 2011                       |
| Nigeria                                                                              | Președinte al Republicii                                               | Goodluck Jonathan | 9 februarie 2010                     |
| Norvegia · (vezi și : §9)                                                            | Rege                                                                   | Harald al V-lea , | 17 ianuarie 1991                     |
| Norvegia · (vezi și : §9)                                                            | Prim-miniștri (miniștri de stat) (succesivi)                           | Erna Solberg | 16 octombrie 2013                    |
| Norvegia · (vezi și : §9)                                                            | Prim-miniștri (miniștri de stat) (succesivi)                           | Jens Stoltenberg | 17 octombrie 2005                    |
| Noua Zeelandă · (vezi și : §10)                                                      | Regină                                                                 | Elisabeta a II-a | 6 februarie 1952                     |
| Noua Zeelandă · (vezi și : §10)                                                      | Guvernator general                                                     | sir Jerry Mateparae | 31 august 2011                       |
| Noua Zeelandă · (vezi și : §10)                                                      | Prim-ministru                                                          | John Key | 19 noiembrie 2008                    |
| Oman                                                                                 | Sultan                                                                 | Qaboos bin Said Al Said | 23 iulie 1970                        |
| Oman                                                                                 | Prim-ministru                                                          | Qaboos bin Said Al Said | 2 ianuarie 1972                      |
| Pakistan · (vezi și : §2, §4 și §13)                                                 | Președinți ai Republicii (succesivi)                                   | Mamnoon Hussain | 9 septembrie 2013                    |
| Pakistan · (vezi și : §2, §4 și §13)                                                 | Președinți ai Republicii (succesivi)                                   | Asif Ali Zardari | 9 septembrie 2008                    |
| Pakistan · (vezi și : §2, §4 și §13)                                                 | Prim-miniștri (mari viziri) (succesivi)                                | Nawaz Sharif | 5 iunie 2013                         |
| Pakistan · (vezi și : §2, §4 și §13)                                                 | Prim-miniștri (mari viziri) (succesivi)                                | Mir Hazar Khan Khoso (interimar)                                                                                           | 25 martie 2013                       |
| Pakistan · (vezi și : §2, §4 și §13)                                                 | Prim-miniștri (mari viziri) (succesivi)                                | Raja Pervez Ashraf | 22 iunie 2012                        |
| Palau                                                                                | Președinți al Republicii (succesivi)                                   | Tommy Remengesau , | 17 ianuarie 2013                     |
| Palau                                                                                | Președinți al Republicii (succesivi)                                   | Johnson Toribiong | 15 ianuarie 2009                     |
| Panama                                                                               | Președinte al Republicii                                               | Ricardo Martinelli | 1 iulie 2009                         |
| Papua Noua Guinee · (vezi și : §13)                                                  | Regină                                                                 | Elisabeta a II-a | 16 septembrie 1975                   |
| Papua Noua Guinee · (vezi și : §13)                                                  | Guvernator general                                                     | Michael Ogio , | 20 decembrie 2010                    |
| Papua Noua Guinee · (vezi și : §13)                                                  | Prim-ministru                                                          | sir Peter O’Neill , | 2 august 2011                        |
| Paraguay                                                                             | Președinți al Republicii (succesivi)                                   | Horacio Cartes | 15 august 2013                       |
| Paraguay                                                                             | Președinți al Republicii (succesivi)                                   | Federico Franco | 22 iunie 2012                        |
| Peru                                                                                 | Președinte al Republicii                                               | Ollanta Humala | 28 iulie 2011                        |
| Peru                                                                                 | Președinți ai Consiliului de Miniștri (succesivi)                      | César Villanueva | 31 octombrie 2013                    |
| Peru                                                                                 | Președinți ai Consiliului de Miniștri (succesivi)                      | Juan Jiménez | 23 iulie 2012                        |
| Polonia                                                                              | Președinte al Republicii                                               | Bronisław Komorowski | 6 august 2010                        |
| Polonia                                                                              | Prim-ministru (președinte al Consiliului de Miniștri)                  | Donald Tusk | 16 noiembrie 2007                    |
| Portugalia · (vezi și : §13)                                                         | Președinte al Republicii                                               | Aníbal Cavaco Silva | 9 martie 2006                        |
| Portugalia · (vezi și : §13)                                                         | Prim-ministru                                                          | Pedro Passos Coelho | 21 iunie 2011                        |
| Qatar                                                                                | Emiri (succesivi)                                                      | șeic Tamim bin Hamad Al Thani                                                                                              | 25 iunie 2013                        |
| Qatar                                                                                | Emiri (succesivi)                                                      | șeic Hamad bin Khalifa Al Thani                                                                                            | 27 iunie 1995                        |
| Qatar                                                                                | Primi-miniștri (miniștri președinți) (succesivi)                       | șeic Abdullah bin Nasser bin Khalifa Al Thani                                                                              | 26 iunie 2013                        |
| Qatar                                                                                | Primi-miniștri (miniștri președinți) (succesivi)                       | șeic Hamad bin Jassim bin Jaber Al Thani                                                                                   | 3 aprilie 2007                       |
| Regatul Unit (vezi și : §6)                                                          | Regină                                                                 | Elisabeta a II-a | 6 februarie 1952                     |
| Regatul Unit (vezi și : §6)                                                          | Prim-ministru                                                          | David Cameron | 11 mai 2010                          |
| România                                                                              | Președinte                                                             | Traian Băsescu , | 20 decembrie 2004                    |
| România                                                                              | Prim-ministru                                                          | Victor Ponta | 7 mai 2012                           |
| Rusia · (vezi și : §15)                                                              | Președinte al Federației                                               | Vladimir Putin | 7 mai 2012                           |
| Rusia · (vezi și : §15)                                                              | Prim-ministru (președinte al Guvernului)                               | Dmitri Medvedev | 8 mai 2012                           |
| Rwanda                                                                               | Președinte al Republicii                                               | Paul Kagame | 24 martie 2000                       |
| Rwanda                                                                               | Prim-ministru                                                          | Pierre-Damien Habumuremyi                                                                                                  | 7 octobrie 2011                      |
| Samoa                                                                                | Șef al statului (O le Ao o le Malo)                                    | tuimaleali'ifano Tupua Tamasese Tupuola Tufuga Efi                                                                         | 20 iunie 2007                        |
| Samoa                                                                                | Prim-ministru (Palemia o le Malo)                                      | Tuilaepa Sailele Malielegaoi                                                                                               | 23 noiembrie 1998                    |
| San Marino                                                                           | Căpitani regenți (succesivi)                                           | Gian Carlo Capicchioni și Annamaria Muccioli                                                                               | 1 octombrie 2013                     |
| San Marino                                                                           | Căpitani regenți (succesivi)                                           | Antonella Mularoni și Denis Amici                                                                                          | 1 aprilie 2013                       |
| San Marino                                                                           | Căpitani regenți (succesivi)                                           | Teodoro Lonfernini și Denise Bronzetti                                                                                     | 1 octombrie 2012                     |
| São Tomé și Príncipe · (vezi și : §13)                                               | Președinte al Republicii                                               | Manuel Pinto da Costa | 3 septembrie 2011                    |
| São Tomé și Príncipe · (vezi și : §13)                                               | Prim-ministru                                                          | Gabriel Costa | 12 decembrie 2012                    |
| Senegal                                                                              | Președinte al Republicii                                               | Macky Sall | 2 aprilie 2012                       |
| Senegal                                                                              | Prim-miniștri (succesivi)                                              | Aminata Touré | 1 septembrie 2013                    |
| Senegal                                                                              | Prim-miniștri (succesivi)                                              | Abdoul Mbaye | 5 aprilie 2012                       |
| Serbia · (vezi și : §2 și §15)                                                       | Președinte al Republicii                                               | Tomislav Nikolić | 31 mai 2012                          |
| Serbia · (vezi și : §2 și §15)                                                       | Prim-ministru (Președinte al Guvernului)                               | Ivica Dačić | 27 iulie 2012                        |
| Seychelles                                                                           | Președinte al Republicii                                               | James Michel | 14 aprilie 2004                      |
| Sfânta Lucia · (Saint Lucia)                                                         | Regină                                                                 | Elisabeta a II-a | 22 februarie 1979                    |
| Sfânta Lucia · (Saint Lucia)                                                         | Guvernatoare generală                                                  | dame Pearlette Louisy | 17 septembre 1997                    |
| Sfânta Lucia · (Saint Lucia)                                                         | Prim-ministru                                                          | Kenny Anthony | 30 noiembrie 2011                    |
| Sfântul Cristofor și Nevis · [Saint Kitts (Christopher) and Nevis] · (vezi și : §13) | Regină                                                                 | Elisabeta a II-a | 19 septembrie 1983                   |
| Sfântul Cristofor și Nevis · [Saint Kitts (Christopher) and Nevis] · (vezi și : §13) | Guvernatori generali (succesivi)                                       | sir Edmund Lawrence | 2 ianuarie 2013                      |
| Sfântul Cristofor și Nevis · [Saint Kitts (Christopher) and Nevis] · (vezi și : §13) | Guvernatori generali (succesivi)                                       | sir Cuthbert Sebastian | 1 ianuarie 1996                      |
| Sfântul Cristofor și Nevis · [Saint Kitts (Christopher) and Nevis] · (vezi și : §13) | Prim-ministru                                                          | Denzil Douglas | 6 iulie 1995                         |
| Sfântul Vincențiu și Grenadinele (Saint Vincent and the Grenadines)                  | Regină                                                                 | Elisabeta a II-a | 27 octombrie 1979                    |
| Sfântul Vincențiu și Grenadinele (Saint Vincent and the Grenadines)                  | Guvernator general                                                     | sir Frederick Ballantyne                                                                                                   | 2 septembrie 2002                    |
| Sfântul Vincențiu și Grenadinele (Saint Vincent and the Grenadines)                  | Prim-ministru                                                          | Ralph Gonsalves | 29 martie 2001                       |
| Sierra Leone                                                                         | Președinte al Republicii                                               | Ernest Bai Koroma | 17 septembrie 2007                   |
| Singapore                                                                            | Președinte al Republicii                                               | Tony Tan Keng Yam | 1 septembrie 2011                    |
| Singapore                                                                            | Prim-ministru                                                          | Lee Hsien Loong | 12 august 2004                       |
| Siria · (vezi și : §15)                                                              | Președinte al Republicii                                               | Bashar al-Assad | 17 iulie 2000                        |
| Siria · (vezi și : §15)                                                              | Prim-ministru (ministru președinte)                                    | Wael Al-Halqi | 9 august 2012                        |
| Slovacia                                                                             | Președinte al Republicii                                               | Ivan Gašparovič | 15 iunie 2004                        |
| Slovacia                                                                             | Prim-ministru (președinte al guvernului)                               | Robert Fico | 4 aprilie 2012                       |
| Slovenia                                                                             | Președinte al Republicii                                               | Borut Pahor | 22 decembrie 2012                    |
| Slovenia                                                                             | Prim-miniștri (președinți ai guvernului) (succesivi)                   | Alenka Bratušek | 20 martie 2013                       |
| Slovenia                                                                             | Prim-miniștri (președinți ai guvernului) (succesivi)                   | Janez Janša | 10 februarie 2012                    |
| Solomon, Insulele                                                                    | Regină                                                                 | Elisabeta a II-a | 7 iulie 1978                         |
| Solomon, Insulele                                                                    | Guvernator general                                                     | sir Frank Kabui | 7 iulie 2009                         |
| Solomon, Insulele                                                                    | Prim-ministru                                                          | Gordon Darcy Lilo | 16 noiembrie 2011                    |
| Somalia · (vezi și : §3, §13 și §15)                                                 | Președinte al Republicii federale                                      | Hassan Sheikh Mohamoud | 10 septembrie 2012                   |
| Somalia · (vezi și : §3, §13 și §15)                                                 | Prim-miniștri (succesivi)                                              | Abdiweli Sheikh Ahmed | 12 decembrie 2013                    |
| Somalia · (vezi și : §3, §13 și §15)                                                 | Prim-miniștri (succesivi)                                              | Abdi Farah Shirdon | 17 octombrie 2012                    |
| Spania · (vezi și : §13)                                                             | Rege                                                                   | Juan Carlos I | 22 noiembrie 1975                    |
| Spania · (vezi și : §13)                                                             | Președinte al Guvernului                                               | Mariano Rajoy | 21 decembrie 2011                    |
| Sri Lanka                                                                            | Președinte al Republicii                                               | Mahinda Rajapaksa | 19 noiembrie 2005                    |
| Sri Lanka                                                                            | Prim-ministru                                                          | D. M. Jayaratne | 21 aprilie 2010                      |
| Statele Unite ale Americii · (vezi și : §12)                                         | Președinte                                                             | Barack Obama | 20 ianuarie 2009                     |
| Sudan                                                                                | Președinte al Republicii                                               | Omar Hasan Ahmad al-Bashir                                                                                                 | 30 iunie 1989                        |
| Sudanul de Sud                                                                       | Președinte al Republicii                                               | Salva Kir Mayardit | 9 iulie 2011                         |
| Suedia                                                                               | Rege                                                                   | Carl al XVI-lea Gustaf | 19 septembrie 1973                   |
| Suedia                                                                               | Prim-ministru (ministru de stat)                                       | Fredrik Reinfeldt | 6 octombrie 2006                     |
| Surinam                                                                              | Președinte                                                             | Dési Bouterse | 12 august 2010                       |
| Surinam                                                                              | Vicepreședinte                                                         | Robert Ameerali | 12 august 2010                       |
| Swaziland                                                                            | Șef al statului [rege (iNgwenyama)]                                    | Mswati al III-lea | 25 aprilie 1986                      |
| Swaziland                                                                            | Prim-ministru (Ndvunankhulu)                                           | Barnabas Sibusiso Dlamini                                                                                                  | 23 octombrie 2008                    |
| Tadjikistan · (Vezi și: §13)                                                         | Președinte al Republicii                                               | Emomali Rahmon | 19 noiembrie 1992                    |
| Tadjikistan · (Vezi și: §13)                                                         | Prim-miniștri (succesivi)                                              | Kokhir Rasulzoda | 23 noiembrie 2013                    |
| Tadjikistan · (Vezi și: §13)                                                         | Prim-miniștri (succesivi)                                              | Oqil Oqilov | 20 decembrie 1999                    |
| Tanzania · (vezi și : §13)                                                           | Președinte al Republicii                                               | Jakaya Mrisho Kikwete | 21 decembrie 2005                    |
| Tanzania · (vezi și : §13)                                                           | Prim-ministru (ministru șef)                                           | Mizengo Pinda | 9 februarie 2008                     |
| Thailanda                                                                            | Rege                                                                   | Bhumibol Adulyadej | 9 iunie 1946                         |
| Thailanda                                                                            | Prim-ministru (ministru de stat șef)                                   | Yingluck Shinawatra | 8 august 2011                        |
| Timorul de Est                                                                       | Președinte al Republicii                                               | Taur Matan Ruak | 20 mai 2012                          |
| Timorul de Est                                                                       | Prim-ministru                                                          | Xanana Gusmão | 8 august 2007                        |
| Togo                                                                                 | Președinte al Republicii                                               | Faure Eyadéma , | 4 mai 2005                           |
| Togo                                                                                 | Prim-ministru                                                          | Kwesi Ahoomey-Zunu | 23 iulie 2012                        |
| Tonga                                                                                | Rege                                                                   | Tupou al VI-lea | 18 martie 2012                       |
| Tonga                                                                                | Prim-ministru (premier)                                                | Sialeʻataongo Tuʻivakanō                                                                                                   | 22 decembrie 2010                    |
| Trinidad și Tobago (vezi și : §13)                                                   | Președinți al Republicii (succesivi)                                   | Anthony Carmona | 18 martie 2013                       |
| Trinidad și Tobago (vezi și : §13)                                                   | Președinți al Republicii (succesivi)                                   | George Maxwell Richards | 17 martie 2003                       |
| Trinidad și Tobago (vezi și : §13)                                                   | Prim-ministru                                                          | Kamla Persad-Bissessar | 26 mai 2010                          |
| Tunisia                                                                              | Președinte al Republicii                                               | Moncef Marzouki | 13 decembrie 2011                    |
| Tunisia                                                                              | Șefi ai guvernului (succesivi)                                         | Ali Laarayedh | 14 martie 2013                       |
| Tunisia                                                                              | Șefi ai guvernului (succesivi)                                         | Hamadi Jebali | 24 decembrie 2011                    |
| Turcia                                                                               | Președinte al Republicii                                               | Abdullah Gül | 28 august 2007                       |
| Turcia                                                                               | Prim-ministru                                                          | Recep Tayyip Erdoğan | 14 martie 2003                       |
| Turkmenistan                                                                         | Președinte                                                             | Gurbangulî Berdimuhamedov                                                                                                  | 21 decembrie 2006                    |
| Tuvalu                                                                               | Regină                                                                 | Elisabeta a II-a | 1 octombrie 1978                     |
| Tuvalu                                                                               | Guvernator general                                                     | sir Iakoba Italeli | 16 aprilie 2010                      |
| Tuvalu                                                                               | Prim-miniștri (Ulu o te Malo) (succesivi)                              | Enele Sopoaga , | 1 august 2013                        |
| Tuvalu                                                                               | Prim-miniștri (Ulu o te Malo) (succesivi)                              | Willy Telavi | 24 decembrie 2010                    |
| Țările de Jos · (vezi și : §11)                                                      | Monarhi (succesivi)                                                    | Willem-Alexander (rege) | 30 aprilie 2013                      |
| Țările de Jos · (vezi și : §11)                                                      | Monarhi (succesivi)                                                    | Beatrix (regină) | 30 aprilie 1980                      |
| Țările de Jos · (vezi și : §11)                                                      | Prim-ministru (ministru președinte)                                    | Mark Rutte | 14 octombrie 2010                    |
| Ucraina · (vezi și §13)                                                              | Președinte                                                             | Viktor Ianukovici | 25 februarie 2010                    |
| Ucraina · (vezi și §13)                                                              | Prim-ministru                                                          | Mykola Azarov | 11 martie 2010                       |
| Uganda                                                                               | Președinte al Republicii                                               | Yoweri Museveni | 26 ianuarie 1986                     |
| Uganda                                                                               | Prim-ministru                                                          | Amama Mbabazi | 25 mai 2011                          |
| Ungaria                                                                              | Președinte                                                             | János Áder | 10 mai 2012                          |
| Ungaria                                                                              | Prim-ministru (ministru președinte)                                    | Viktor Orbán | 29 mai 2010                          |
| Uruguay                                                                              | Președinte al Republicii                                               | José Mujica | 1 martie 2010                        |
| Uzbekistan · (vezi și : §13)                                                         | Președinte al Republicii                                               | Islam Karimov | 24 martie 1990                       |
| Uzbekistan · (vezi și : §13)                                                         | Prim-ministru                                                          | Shavkat Mirziyoyev | 12 decembrie 2003                    |
| Vanuatu                                                                              | Președinte al Republicii                                               | Iolu Abil | 2 septembrie 2009                    |
| Vanuatu                                                                              | Prim-miniștri (succesivi)                                              | Moana Carcasses Kalosil | 23 martie 2013                       |
| Vanuatu                                                                              | Prim-miniștri (succesivi)                                              | Ham Lini (interimar) | 21 martie 2013                       |
| Vanuatu                                                                              | Prim-miniștri (succesivi)                                              | Sato Kilman | 26 iunie 2011                        |
| Vatican / Sfântul Scaun                                                              | Suverani / Papi (succesivi)                                            | Francisc (suveran/papă) | 13 martie 2013                       |
| Vatican / Sfântul Scaun                                                              | Suverani / Papi (succesivi)                                            | cardinal Tarcisio Bertone (cardinal camerlingue) și cardinal Angelo Sodano (decan al Colegiului Cardinalilor) (interimari) | 1 martie 2013 - 13 martie 2013       |
| Vatican / Sfântul Scaun                                                              | Suverani / Papi (succesivi)                                            | Benedict al XVI-lea (suveran/papă)                                                                                         | 19 aprilie 2005                      |
| Vatican / Sfântul Scaun                                                              | Președinte al Guvernoratului (șef al guvernului Statului Oraș Vatican) | cardinal Giuseppe Bertello                                                                                                 | 1 octombrie 2011                     |
| Vatican / Sfântul Scaun                                                              | Secretari de stat (prim-miniștri ai Sfântului Scaun) (succesivi)       | Pietro Parolin | 15 octombrie 2013                    |
| Vatican / Sfântul Scaun                                                              | Secretari de stat (prim-miniștri ai Sfântului Scaun) (succesivi)       | cardinal Tarcisio Bertone                                                                                                  | 15 septembrie 2006                   |
| Venezuela                                                                            | Președinți al Republicii (succesivi)                                   | Nicolás Maduro , | 5 martie 2013                        |
| Venezuela                                                                            | Președinți al Republicii (succesivi)                                   | Nicolás Maduro (interimar)                                                                                                 | 10 octombrie 2012 - 5 martie 2013    |
| Venezuela                                                                            | Președinți al Republicii (succesivi)                                   | Hugo Chávez . | 14 aprilie 2002                      |
| Venezuela                                                                            | Vicepreședinți executivi (succesivi)                                   | Jorge Arreaza | 8 martie 2013                        |
| Venezuela                                                                            | Vicepreședinți executivi (succesivi)                                   | funcție vacantă | 5 martie 2012                        |
| Venezuela                                                                            | Vicepreședinți executivi (succesivi)                                   | Nicolás Maduro , | 10 octombrie 2012                    |
| Vietnam                                                                              | Secretar general al Partidului Comunist Vietnamez                      | Nguyen Phu Trong | 19 ianuarie 2011                     |
| Vietnam                                                                              | Președinte al Republicii                                               | Truong Tan Sang | 25 iulie 2011                        |
| Vietnam                                                                              | Prim-ministru (premier al Guvernului)                                  | Nguyen Tan Dung | 27 iunie 2006                        |
| Yemen                                                                                | Președinte al Republicii                                               | Abd Rabbuh Mansur Hadi | 25 februarie 2012                    |
| Yemen                                                                                | Prim-ministru (ministru președinte)                                    | Mohammed Basindawaa | 10 decembrie 2011                    |
| Zambia                                                                               | Președinte al Republicii                                               | Michael Sata | 23 septembrie 2011                   |
| Zimbabwe                                                                             | Președinte al Republicii                                               | Robert Mugabe | 31 decembrie 1987                    |
| Zimbabwe                                                                             | Prim ministru                                                          | funcție desființată | 11 august 2013                       |
| Zimbabwe                                                                             | Prim ministru                                                          | Morgan Tsvangirai | 11 februarie 2009                    |

## State independente recunoscute parțial
| Statul și statutul                                                                                  | Separat din                                 | Funcția                                                                         | Numele                      | Începând cu        |
| --------------------------------------------------------------------------------------------------- | ------------------------------------------- | ------------------------------------------------------------------------------- | --------------------------- | ------------------ |
| Abhazia (Stat secesionist prorus, fostă republică autonomă) (vezi și : §15)                         | Georgia                                     | Președinte                                                                      | Aleksandr Ankvab ,          | 7 februarie 2011   |
| Abhazia (Stat secesionist prorus, fostă republică autonomă) (vezi și : §15)                         | Georgia                                     | Prim-ministru                                                                   | Leonid Lakerbaia            | 27 septembrie 2011 |
| Azad Cașmir , (Stat constituit în zona ocupată de Pakistan a Cașmirului)                            | India · Jammu și Cașmir                     | Președinte                                                                      | Sardar Mohammad Yaqoob Khan | 25 august 2011     |
| Azad Cașmir , (Stat constituit în zona ocupată de Pakistan a Cașmirului)                            | India · Jammu și Cașmir                     | Prim-ministru                                                                   | Chaudhry Abdul Majeed       | 26 iulie 2011      |
| Ciprul de Nord (Stat secesionist proturc al minorității turce)                                      | Cipru                                       | Președinte                                                                      | Derviş Eroğlu               | 23 aprilie 2010    |
| Ciprul de Nord (Stat secesionist proturc al minorității turce)                                      | Cipru                                       | Prim-miniștri (succesivi)                                                       | Özkan Yorgancıoğlu          | 2 septembrie 2013  |
| Ciprul de Nord (Stat secesionist proturc al minorității turce)                                      | Cipru                                       | Prim-miniștri (succesivi)                                                       | Sibel Siber                 | 13 iunie 2013      |
| Ciprul de Nord (Stat secesionist proturc al minorității turce)                                      | Cipru                                       | Prim-miniștri (succesivi)                                                       | Irsen Küçük                 | 17 mai 2010        |
| Kosovo (Regiune apoi republică autonomă auto proclamată independentă) (vezi și : §15)               | Serbia                                      | Președinte al Republicii                                                        | Atifete Jahjaga             | 7 aprilie 2011     |
| Kosovo (Regiune apoi republică autonomă auto proclamată independentă) (vezi și : §15)               | Serbia                                      | Prim-ministru                                                                   | Hashim Thaçi                | 9 ianuarie 2008    |
| Kosovo (Regiune apoi republică autonomă auto proclamată independentă) (vezi și : §15)               | Serbia                                      | Reprezentant Special al Secretarului General al ONU prntru Kosovo (SRSG)        | Farid Zarif (Afghanistan)   | 3 august 2011      |
| Osetia de Sud , (Stat secesionist prorus, fostă republică autonomă) (vezi și : §15)                 | Georgia                                     | Președinte                                                                      | Leonid Tibilov              | 19 aprilie 2012    |
| Osetia de Sud , (Stat secesionist prorus, fostă republică autonomă) (vezi și : §15)                 | Georgia                                     | Președinte al Guvernului                                                        | Rostislav Khugayev          | 26 aprilie 2012    |
| Statul Palestina (Stat proclamat în numele poporului palestinian, practic inoperant) (vezi și : §5) | Israel · Autoritatea Națională Palestiniană | Președinte                                                                      | Mahmoud Abbas ,             | 8 mai 2005         |
| Statul Palestina (Stat proclamat în numele poporului palestinian, practic inoperant) (vezi și : §5) | Israel · Autoritatea Națională Palestiniană | Președinte al Consiliului Executiv al Organizației pentru Eliberarea Palestinei | Mahmoud Abbas ,             | 29 octombrie 2004  |
| Sahara occidentală (Stat format în cadeul fostei Sahare Spaniole)                                   | Maroc                                       | Președinte                                                                      | Mohamed Abdelaziz           | 30 august 1976     |
| Sahara occidentală (Stat format în cadeul fostei Sahare Spaniole)                                   | Maroc                                       | Prim-ministru                                                                   | Abdelkader Taleb Oumar      | 29 octombrie 2003  |
| Taiwan (Stat constituit în insula Taiwan)                                                           | China                                       | Președinte al Republicii                                                        | Ma Ying-jeou                | 20 mai 2008        |
| Taiwan (Stat constituit în insula Taiwan)                                                           | China                                       | Președinți ai Yuan-ului executiv (prim-miniștri) (succesivi)                    | Jiang Yi-huah               | 18 februarie 2013  |
| Taiwan (Stat constituit în insula Taiwan)                                                           | China                                       | Președinți ai Yuan-ului executiv (prim-miniștri) (succesivi)                    | Sean Chen                   | 6 februarie 2012   |

## State independente nerecunoscute
| Statul și statutul | Separat din        | Funcția                              | Numele                 | Începând cu        |
| --- | ------------------ | ------------------------------------ | ---------------------- | ------------------ |
| Azawad (guvern provizoriu independentist tuareg)                                                                           | Mali               | stat desființat                      |                        | 14 februarie 2013  |
| Azawad (guvern provizoriu independentist tuareg)                                                                           | Mali               | Președintele Consiliului Interimar   | Belal Ag Charif        | 15 iunie 2012      |
| Republica Bangsamoro (guvern independantist în numele populației Bangsamoro din Mindanao musulman, fosta regiune autonomă) | Filipine           | stat desființat                      |                        | 28 septembrie 2013 |
| Republica Bangsamoro (guvern independantist în numele populației Bangsamoro din Mindanao musulman, fosta regiune autonomă) | Filipine           | Președinte                           | Nur Misuari            | 12 august 2013     |
| Karabahul de Munte (sau Nagorno Karabah) (Stat secesionist proarmean, fostă regiune autonomă)                              | Azerbaidjan        | Președinte                           | Bako Sahakian          | 7 septembrie 2007  |
| Karabahul de Munte (sau Nagorno Karabah) (Stat secesionist proarmean, fostă regiune autonomă)                              | Azerbaidjan        | Prim-ministru                        | Araik Haroutiounian    | 14 septembrie 2007 |
| Somaliland (Stat secesionist, fostă regiune autonomă) (vezi și : §15)                                                      | Somalia            | Președinte                           | Ahmed Mahamoud Silanyo | 27 iulie 2010      |
| Transnistria (Stat secesionist prorus, fostă regiune autonomă)                                                             | Moldova, Republica | Președinte                           | Evgheni Șevciuk        | 30 decembrie 2011  |
| Transnistria (Stat secesionist prorus, fostă regiune autonomă)                                                             | Moldova, Republica | Președinți ai Guvernului (succesivi) | Tatiana Turanskaya     | 10 iulie 2013      |
| Transnistria (Stat secesionist prorus, fostă regiune autonomă)                                                             | Moldova, Republica | Președinți ai Guvernului (succesivi) | Piotr Stepanov         | 18 ianuarie 2012   |

## Alte teritorii independentede facto
| Statul și statutul                                                        | Separat din | Funcția           | Numele                  | Începând cu      |
| ------------------------------------------------------------------------- | ----------- | ----------------- | ----------------------- | ---------------- |
| Waziristan (Zonă controlată de facto de militanții islamiști pakistanezi) | Pakistan    | Emiri (succesivi) | Maulana Fazlullah       | 7 noiembrie 2013 |
| Waziristan (Zonă controlată de facto de militanții islamiști pakistanezi) | Pakistan    | Emiri (succesivi) | Sajna Mehsud (temporar) | 2 noiembrie 2013 |
| Waziristan (Zonă controlată de facto de militanții islamiști pakistanezi) | Pakistan    | Emiri (succesivi) | Hakimullah Mehsud       | august 2009      |

## Entități cu statut apropiat de cel de stat
| Entitate                                                 | Funcție                                          | Nume                                                                 | Începând cu       |
| -------------------------------------------------------- | ------------------------------------------------ | -------------------------------------------------------------------- | ----------------- |
| Ordinul de Malta                                         | Mare Maestru                                     | Matthew Festing                                                      | 11 martie 2008    |
| Ordinul de Malta                                         | Mare Cancelar                                    | Jean-Pierre Mazery                                                   | 16 aprilie 2005   |
| Autoritatea Națională Palestiniană (vezi și : §2 și §15) | Președinte al Autorității Naționale Palestiniene | Mahmoud Abbas , (corevendicator începând cu 15 ianuarie 2009)        | 15 ianuarie 2005  |
| Autoritatea Națională Palestiniană (vezi și : §2 și §15) | Prim-miniștri (succesivi)                        | Rami Hamdallah (corevendicator începând cu 6 iunie 2013)             | 6 iunie 2013      |
| Autoritatea Națională Palestiniană (vezi și : §2 și §15) | Prim-miniștri (succesivi)                        | Salam Fayyad (corevendicator din 17 iunie 2007 până în 6 iunie 2013) | 17 iunie 2007     |
| Uniunea Europeană                                        | Președinte al Consiliului European               | Herman Van Rompuy                                                    | 1 decembrie 2009  |
| Uniunea Europeană                                        | Președinte al Comisiei Europene                  | José Manuel Barroso                                                  | 22 noiembrie 2004 |

## Teritorii exterioare și asociate ale Australiei
| Teritoriu                          | Suveranitate și statut                                                                              | Funcția                                                                                    | Numele                 | Începând cu        |
| ---------------------------------- | --------------------------------------------------------------------------------------------------- | ------------------------------------------------------------------------------------------ | ---------------------- | ------------------ |
| Ashmore și Cartier, Insulele       | Australia · (Teritoriu exterior)                                                                    | Regină a Australiei                                                                        | Elisabeta a II-a       | 6 februarie 1952   |
| Ashmore și Cartier, Insulele       | Australia · (Teritoriu exterior)                                                                    | Guvernatoare generală a Australiei                                                         | Quentin Bryce          | 5 septembrie 2008  |
| Ashmore și Cartier, Insulele       | Australia · (Teritoriu exterior)                                                                    | Ministru al Infrastructurii și Dezvltării Regionale al Australiei                          | Warren Truss           | 18 septembrie 2013 |
| Ashmore și Cartier, Insulele       | Australia · (Teritoriu exterior)                                                                    | Miniștri al Australiei Regionale, Dezvoltării Regionale și Guvernării Locale ai Australiei | funcție înlocuită      | 18 septembrie 2013 |
| Ashmore și Cartier, Insulele       | Australia · (Teritoriu exterior)                                                                    | Miniștri al Australiei Regionale, Dezvoltării Regionale și Guvernării Locale ai Australiei | Catherine King         | 1 iulie 2013       |
| Christmas, Insula                  | Australia · (Teritoriu exterior)                                                                    | Regină a Australiei                                                                        | Elisabeta a II-a       | 6 februarie 1952   |
| Christmas, Insula                  | Australia · (Teritoriu exterior)                                                                    | Guvernatoare generală a Australiei                                                         | Quentin Bryce          | 5 septembrie 2008  |
| Christmas, Insula                  | Australia · (Teritoriu exterior)                                                                    | Administrator                                                                              | Jon Stanhope           | 5 octombrie 2012   |
| Christmas, Insula                  | Australia · (Teritoriu exterior)                                                                    | Președinți ai Shire (succesivi)                                                            | Gordon Thomson         | 21 octombrie 2013  |
| Christmas, Insula                  | Australia · (Teritoriu exterior)                                                                    | Președinți ai Shire (succesivi)                                                            | Foo Kee Heng           | 18 octombrie 2011  |
| Cocos (Keeling), Insulele          | Australia · (Teritoriu exterior)                                                                    | Regină a Australiei                                                                        | Elisabeta a II-a       | 6 februarie 1952   |
| Cocos (Keeling), Insulele          | Australia · (Teritoriu exterior)                                                                    | Guvernatoare generală a Australiei                                                         | Quentin Bryce          | 5 septembrie 2008  |
| Cocos (Keeling), Insulele          | Australia · (Teritoriu exterior)                                                                    | Administrator                                                                              | Jon Stanhope           | 5 octombrie 2012   |
| Cocos (Keeling), Insulele          | Australia · (Teritoriu exterior)                                                                    | Președinte al Shire                                                                        | Aindil Minkom          | 29 iunie 2011      |
| Heard și McDonald, Insulele (HIMI) | Australia · (Teritoriu exterior)                                                                    | Regină a Australiei                                                                        | Elisabeta a II-a       | 6 februarie 1952   |
| Heard și McDonald, Insulele (HIMI) | Australia · (Teritoriu exterior)                                                                    | Guvernatoare generală a Australiei                                                         | Quentin Bryce          | 5 septembrie 2008  |
| Heard și McDonald, Insulele (HIMI) | Australia · (Teritoriu exterior)                                                                    | Director al Departamentului Australian al Antarcticii                                      | Tony Fleming           | august 2011        |
| Lord Howe, Insula                  | Noul Wales de Sud (Zonă neîncorporată cu autoguvernare din cadrul statului Noul Wales de Sud)       | Guvernatoare a Noului Wales de Sud                                                         | Marie Bashir           | 1 martie 2001      |
| Lord Howe, Insula                  | Noul Wales de Sud (Zonă neîncorporată cu autoguvernare din cadrul statului Noul Wales de Sud)       | Premier                                                                                    | Barry O'Farrell        | 28 martie 2011     |
| Lord Howe, Insula                  | Noul Wales de Sud (Zonă neîncorporată cu autoguvernare din cadrul statului Noul Wales de Sud)       | Președinți ai Consiliului Insulei Lord Howe (succesivi)                                    | Chris Eccles           | 12 august 2013     |
| Lord Howe, Insula                  | Noul Wales de Sud (Zonă neîncorporată cu autoguvernare din cadrul statului Noul Wales de Sud)       | Președinți ai Consiliului Insulei Lord Howe (succesivi)                                    | Bob Conroy             | 19 Nov 2012        |
| Lord Howe, Insula                  | Noul Wales de Sud (Zonă neîncorporată cu autoguvernare din cadrul statului Noul Wales de Sud)       | Directori executivi ai Consiliului Insulei Lord Howe (succesivi)                           | Penny Holloway         | decembrie 2013     |
| Lord Howe, Insula                  | Noul Wales de Sud (Zonă neîncorporată cu autoguvernare din cadrul statului Noul Wales de Sud)       | Directori executivi ai Consiliului Insulei Lord Howe (succesivi)                           | Bill Monks (interimar) | mai 2013           |
| Lord Howe, Insula                  | Noul Wales de Sud (Zonă neîncorporată cu autoguvernare din cadrul statului Noul Wales de Sud)       | Directori executivi ai Consiliului Insulei Lord Howe (succesivi)                           | Stephen "Steve" Wills  | mai 2008           |
| Macquarie, Insula                  | Tasmania (Insuliță nelocuită și izolată atașată Consiliul Huon Valley din cadrul statului Tasmania) | Guvernator al Tasmaniei                                                                    | Peter Underwood        | 2 aprilie 2008     |
| Macquarie, Insula                  | Tasmania (Insuliță nelocuită și izolată atașată Consiliul Huon Valley din cadrul statului Tasmania) | Premier                                                                                    | Lara Giddings          | 24 ianuarie 2011   |
| Macquarie, Insula                  | Tasmania (Insuliță nelocuită și izolată atașată Consiliul Huon Valley din cadrul statului Tasmania) | Primarul Consiliului Huon Valley                                                           | Robert Armstrong       | ?                  |
| Macquarie, Insula                  | Tasmania (Insuliță nelocuită și izolată atașată Consiliul Huon Valley din cadrul statului Tasmania) | Directori executivi ai Consiliului Huon Valley (succesivi)                                 | Simone Watson          | septembrie 2013    |
| Macquarie, Insula                  | Tasmania (Insuliță nelocuită și izolată atașată Consiliul Huon Valley din cadrul statului Tasmania) | Directori executivi ai Consiliului Huon Valley (succesivi)                                 | Glenn Graeme Doyle     | septembrie 2009    |
| Macquarie, Insula                  | Tasmania (Insuliță nelocuită și izolată atașată Consiliul Huon Valley din cadrul statului Tasmania) | Secretar adjunct pentru Parcuri al Tasmaniei                                               | Peter Mooney           | .../august 2008    |
| Mării de Coral, Insulele           | Australia · (Teritoriu exterior nelocuit)                                                           | Regină a Australiei                                                                        | Elisabeta a II-a       | 6 februarie 1952   |
| Mării de Coral, Insulele           | Australia · (Teritoriu exterior nelocuit)                                                           | Guvernatoare generală a Australiei                                                         | Quentin Bryce          | 5 septembrie 2008  |
| Mării de Coral, Insulele           | Australia · (Teritoriu exterior nelocuit)                                                           | Ministru al Infrastructurii și Dezvoltării Regionale al Australiri                         | Warren Truss           | 18 septembrie 2013 |
| Mării de Coral, Insulele           | Australia · (Teritoriu exterior nelocuit)                                                           | Miniștri al Australiei Regionale, Dezvoltării Regionale și Guvernării Locale ai Australiri | funcție înlocuită      | 18 septembrie 2013 |
| Mării de Coral, Insulele           | Australia · (Teritoriu exterior nelocuit)                                                           | Miniștri al Australiei Regionale, Dezvoltării Regionale și Guvernării Locale ai Australiri | Catherine King         | 1 iulie 2013       |
| Norfolk, Insula                    | Australia · (Teritoriu asociat cu autoguvernare)                                                    | Regină a Australiei                                                                        | Elisabeta a II-a       | 6 februarie 1952   |
| Norfolk, Insula                    | Australia · (Teritoriu asociat cu autoguvernare)                                                    | Guvernatoare generală a Australiei                                                         | Quentin Bryce          | 5 septembrie 2008  |
| Norfolk, Insula                    | Australia · (Teritoriu asociat cu autoguvernare)                                                    | Administrator                                                                              | Neil Pope              | 2 aprilie 2012     |
| Norfolk, Insula                    | Australia · (Teritoriu asociat cu autoguvernare)                                                    | Ministri Șefi (succesivi)                                                                  | Lisle Denis Snell      | 20 martie 2013     |
| Norfolk, Insula                    | Australia · (Teritoriu asociat cu autoguvernare)                                                    | Ministri Șefi (succesivi)                                                                  | David Buffet           | 24 martie 2010     |
| Strâmtorii Torres, Insulele        | Queensland (Teritoriu cu un statut special aparținând statului Queensland)                          | Guvernatoare a statului Queensland                                                         | Penelope Wensley       | 28 iulie 2008      |
| Strâmtorii Torres, Insulele        | Queensland (Teritoriu cu un statut special aparținând statului Queensland)                          | Premier                                                                                    | Campbell Newman        | 26 martie 2012     |
| Strâmtorii Torres, Insulele        | Queensland (Teritoriu cu un statut special aparținând statului Queensland)                          | Președinte al Autorității Regionale a Strâmtorii Torres                                    | Joseph Elu             | 13 noiembrie 2012  |
| Zona Antarctică Australiană        | Australia · (Teritoriu exterior)                                                                    | Regină a Australiei                                                                        | Elisabeta a II-a       | 6 februarie 1952   |
| Zona Antarctică Australiană        | Australia · (Teritoriu exterior)                                                                    | Guvernatoare generală a Australiei                                                         | Quentin Bryce          | 5 septembrie 2008  |
| Zona Antarctică Australiană        | Australia · (Teritoriu exterior)                                                                    | Director al Departamentului Australian al Antarcticii                                      | Tony Fleming           | august 2011        |

## Teritorii britanice de peste mări și dependențe ale coroanei britanice
| Teritoriu                                                                                  | Suveranitate și statut                                                                                              | Funcția                                                                | Numele                                     | Începând cu        |
| ------------------------------------------------------------------------------------------ | --- | ---------------------------------------------------------------------- | ------------------------------------------ | ------------------ |
| Akrotiri și Dhekelia, Zonele Bazelor Suverane                                              | Regatul Unit (Baze militare suverane)                                                                               | Regină a Regatului Unit                                                | Elisabeta a II-a                           | 6 februarie 1952   |
| Akrotiri și Dhekelia, Zonele Bazelor Suverane                                              | Regatul Unit (Baze militare suverane)                                                                               | Administratori (succesivi)                                             | Richard J. Cripwell                        | 10 ianuarie 2013   |
| Akrotiri și Dhekelia, Zonele Bazelor Suverane                                              | Regatul Unit (Baze militare suverane)                                                                               | Administratori (succesivi)                                             | Graham E. Stacey                           | 4 noiembrie 2010   |
| Alderney                                                                                   | Guernsey (Dependență a bailiwick-ului Guernsey)                                                                     | Locotenent guvernator al bailiwick-ului Guernsey                       | Peter Walker                               | 15 aprilie 2011    |
| Alderney                                                                                   | Guernsey (Dependență a bailiwick-ului Guernsey)                                                                     | Bailiff de Guernsey                                                    | Richard Collas                             | 23 martie 2012     |
| Alderney                                                                                   | Guernsey (Dependență a bailiwick-ului Guernsey)                                                                     | Ministru Șef al bailiwick-ului Guernsey                                | Peter Harwood                              | 1 mai 2012         |
| Alderney                                                                                   | Guernsey (Dependență a bailiwick-ului Guernsey)                                                                     | Președinte al Statelor                                                 | Stuart Trought                             | 22 iunie 2011      |
| Anguilla                                                                                   | Regatul Unit (Teritoriu de peste mări)                                                                              | Regină a Regatului Unit                                                | Elisabeta a II-a                           | 6 februarie 1952   |
| Anguilla                                                                                   | Regatul Unit (Teritoriu de peste mări)                                                                              | Guvernatori (succesivi)                                                | Christina Scott                            | 23 iulie 2013      |
| Anguilla                                                                                   | Regatul Unit (Teritoriu de peste mări)                                                                              | Guvernatori (succesivi)                                                | Stanley Reid (interimar)                   | 18 iulie 2013      |
| Anguilla                                                                                   | Regatul Unit (Teritoriu de peste mări)                                                                              | Guvernatori (succesivi)                                                | William Alistair Harrison                  | 21 aprilie 2009    |
| Anguilla                                                                                   | Regatul Unit (Teritoriu de peste mări)                                                                              | Ministru Șef                                                           | Hubert Hughes                              | 16 februarie 2010  |
| Ascensión. Insula                                                                          | Sfânta Elena, Ascension și Tristan da Cunha (Componentă a teritoriului Sfânta Elena, Ascensión și Tristan da Cunha) | Guvernator al teritoriului Sfânta Elena, Ascensión și Tristan da Cunha | Mark Capes                                 | 29 octombrie 2011  |
| Ascensión. Insula                                                                          | Sfânta Elena, Ascension și Tristan da Cunha (Componentă a teritoriului Sfânta Elena, Ascensión și Tristan da Cunha) | Administrator                                                          | Colin Wells                                | 27 octombrie 2011  |
| Bermude, Insulele                                                                          | Regatul Unit (Teritoriu de peste mări)                                                                              | Regină a Regatului Unit                                                | Elisabeta a II-a                           | 6 februarie 1952   |
| Bermude, Insulele                                                                          | Regatul Unit (Teritoriu de peste mări)                                                                              | Guvernator                                                             | George Fergusson                           | 23 mai 2012        |
| Bermude, Insulele                                                                          | Regatul Unit (Teritoriu de peste mări)                                                                              | Premier                                                                | Craig Cannonier                            | 18 decembrie 2012  |
| Brecqhou                                                                                   | \| Sark (Insulă proprietate privată, componentă a senioriei Sark) (statut în dispută)                               | Locotenent guvernator al bailiwick-ului Guernsey                       | Peter Walker                               | 15 aprilie 2011    |
| Brecqhou                                                                                   | \| Sark (Insulă proprietate privată, componentă a senioriei Sark) (statut în dispută)                               | Bailiff de Guernsey                                                    | Richard Collas                             | 23 martie 2012     |
| Brecqhou                                                                                   | \| Sark (Insulă proprietate privată, componentă a senioriei Sark) (statut în dispută)                               | Ministru Șef al bailiwick-ului Guernsey                                | Peter Harwood                              | 1 mai 2012         |
| Brecqhou                                                                                   | \| Sark (Insulă proprietate privată, componentă a senioriei Sark) (statut în dispută)                               | Senior de Sark                                                         | Michael Beaumont                           | 14 iulie 1974      |
| Brecqhou                                                                                   | \| Sark (Insulă proprietate privată, componentă a senioriei Sark) (statut în dispută)                               | Tenants                                                                | sir David Barclay și sir Frederick Barclay | septembrie 1993    |
| Cayman, Insulele                                                                           | Regatul Unit (Teritoriu de peste mări)                                                                              | Regină a Regatului Unit                                                | Elisabeta a II-a                           | 6 februarie 1952   |
| Cayman, Insulele                                                                           | Regatul Unit (Teritoriu de peste mări)                                                                              | Guvernatori (succesivi)                                                | Helen Kilpatrick                           | 6 septembrie 2013  |
| Cayman, Insulele                                                                           | Regatul Unit (Teritoriu de peste mări)                                                                              | Guvernatori (succesivi)                                                | Franz Manderson (interimar)                | 7 august 2013      |
| Cayman, Insulele                                                                           | Regatul Unit (Teritoriu de peste mări)                                                                              | Guvernatori (succesivi)                                                | Duncan Taylor                              | 15 ianuarie 2010   |
| Cayman, Insulele                                                                           | Regatul Unit (Teritoriu de peste mări)                                                                              | Premieri (succesivi)                                                   | Alden McLaughlin                           | 29 mai 2013        |
| Cayman, Insulele                                                                           | Regatul Unit (Teritoriu de peste mări)                                                                              | Premieri (succesivi)                                                   | Juliana O’Connor-Connolly                  | 18 decembrie 2012  |
| Falkland, Insulele                                                                         | Regatul Unit (Teritoriu de peste mări)                                                                              | Regină a Regatului Unit                                                | Elisabeta a II-a                           | 6 februarie 1952   |
| Falkland, Insulele                                                                         | Regatul Unit (Teritoriu de peste mări)                                                                              | Guvernator                                                             | Nigel Haywood                              | 16 octombrie 2010  |
| Falkland, Insulele                                                                         | Regatul Unit (Teritoriu de peste mări)                                                                              | Șef al executivului                                                    | Keith Padgett                              | 1 februarie 2012   |
| Georgia de Sud și Sandwich de Sud, Insulele (SGSSI)                                        | Regatul Unit (Teritoriu de peste mări)                                                                              | Regină a Regatului Unit                                                | Elisabeta a II-a                           | 6 februarie 1952   |
| Georgia de Sud și Sandwich de Sud, Insulele (SGSSI)                                        | Regatul Unit (Teritoriu de peste mări)                                                                              | Comisar ,                                                              | Nigel Haywood                              | 16 octombrie 2010  |
| Georgia de Sud și Sandwich de Sud, Insulele (SGSSI)                                        | Regatul Unit (Teritoriu de peste mări)                                                                              | Administrator șef                                                      | Martin Collins                             | mai 2009           |
| Gibraltar                                                                                  | Regatul Unit (Teritoriu de peste mări)                                                                              | Regină a Regatului Unit                                                | Elisabeta a II-a                           | 6 februarie 1952   |
| Gibraltar                                                                                  | Regatul Unit (Teritoriu de peste mări)                                                                              | Guvernatori (succesivi)                                                | sir James Dutton                           | 6 decembrie 2013   |
| Gibraltar                                                                                  | Regatul Unit (Teritoriu de peste mări)                                                                              | Guvernatori (succesivi)                                                | Alison MacMillan (interimară)              | 13 noiembrie 2013  |
| Gibraltar                                                                                  | Regatul Unit (Teritoriu de peste mări)                                                                              | Guvernatori (succesivi)                                                | sir Adrian Johns                           | 26 octombrie 2009  |
| Gibraltar                                                                                  | Regatul Unit (Teritoriu de peste mări)                                                                              | Ministru Șef                                                           | Fabian Picardo                             | 9 decembrie 2011   |
| Guernsey                                                                                   | Coroana briranică (Dependență a Coroanei Britanice)                                                                 | Regină a Regatului Unit, Duce de Normandia                             | Elisabeta a II-a                           | 6 februarie 1952   |
| Guernsey                                                                                   | Coroana briranică (Dependență a Coroanei Britanice)                                                                 | Locotenent guvernator                                                  | Peter Walker                               | 15 aprilie 2011    |
| Guernsey                                                                                   | Coroana briranică (Dependență a Coroanei Britanice)                                                                 | Bailiff                                                                | sir Richard Collas                         | 23 martie 2012     |
| Guernsey                                                                                   | Coroana briranică (Dependență a Coroanei Britanice)                                                                 | Ministru Șef                                                           | Peter Harwood                              | 1 mai 2012         |
| Herm                                                                                       | Guernsey (Dependență a bailiwick-ului Guernsey)                                                                     | Locotenent guvernator al bailiwick-ului Guernsey                       | Peter Walker                               | 15 aprilie 2011    |
| Herm                                                                                       | Guernsey (Dependență a bailiwick-ului Guernsey)                                                                     | Bailiff de Guernsey                                                    | Richard Collas                             | 23 martie 2012     |
| Herm                                                                                       | Guernsey (Dependență a bailiwick-ului Guernsey)                                                                     | Ministru Șef al bailiwick-ului Guernsey                                | Peter Harwood                              | 1 mai 2012         |
| Herm                                                                                       | Guernsey (Dependență a bailiwick-ului Guernsey)                                                                     | Tenants                                                                | John Singer și Julia Singer                | 1 octombrie 2008   |
| Jersey                                                                                     | Coroana briranică (Dependență a Coroanei Britanice)                                                                 | Regină a Regatului Unit, Duce de Normandia                             | Elisabeta a II-a                           | 6 februarie 1952   |
| Jersey                                                                                     | Coroana briranică (Dependență a Coroanei Britanice)                                                                 | Locotenent guvernator                                                  | sir John McColl                            | 26 septembrie 2011 |
| Jersey                                                                                     | Coroana briranică (Dependență a Coroanei Britanice)                                                                 | Bailiff                                                                | sir Michael Birt                           | 9 iulie 2009       |
| Jersey                                                                                     | Coroana briranică (Dependență a Coroanei Britanice)                                                                 | Ministru Șef                                                           | Ian Gorst                                  | 18 noiembrie 2011  |
| Jethou                                                                                     | Guernsey (Dependență a bailiwick-ului Guernsey)                                                                     | Locotenent guvernator al bailiwick-ului Guernsey                       | Peter Walker                               | 15 aprilie 2011    |
| Jethou                                                                                     | Guernsey (Dependență a bailiwick-ului Guernsey)                                                                     | Bailiff de Guernsey                                                    | Richard Collas                             | 23 martie 2012     |
| Jethou                                                                                     | Guernsey (Dependență a bailiwick-ului Guernsey)                                                                     | Ministru Șef al bailiwick-ului Guernsey                                | Peter Harwood                              | 1 mai 2012         |
| Jethou                                                                                     | Guernsey (Dependență a bailiwick-ului Guernsey)                                                                     | Subtenants                                                             | sir Peter Ogden și Philip Hulme            | 1995               |
| Lihou                                                                                      | Guernsey <br / (Dependență a bailiwick-ului Guernsey)                                                               | Locotenent guvernator al bailiwick-ului Guernsey                       | Peter Walker                               | 15 aprilie 2011    |
| Lihou                                                                                      | Guernsey <br / (Dependență a bailiwick-ului Guernsey)                                                               | Bailiff de Guernsey                                                    | Richard Collas                             | 23 martie 2012     |
| Lihou                                                                                      | Guernsey <br / (Dependență a bailiwick-ului Guernsey)                                                               | Ministru Șef al bailiwick-ului Guernsey                                | Peter Harwood                              | 1 mai 2012         |
| Lihou                                                                                      | Guernsey <br / (Dependență a bailiwick-ului Guernsey)                                                               | Administrator                                                          | Richard Curtis                             | februarie 2006     |
| Man, Insula                                                                                | Coroana briranică (Dependență a Coroanei Britanice)                                                                 | Regină a Regatului Unit, Lord de Man                                   | Elisabeta a II-a                           | 6 februarie 1952   |
| Man, Insula                                                                                | Coroana briranică (Dependență a Coroanei Britanice)                                                                 | Locotenent guvernator                                                  | Adam Wood                                  | 7 aprilie 2011     |
| Man, Insula                                                                                | Coroana briranică (Dependență a Coroanei Britanice)                                                                 | Prim deemster                                                          | David Doyle                                | 20 decembrie 2010  |
| Man, Insula                                                                                | Coroana briranică (Dependență a Coroanei Britanice)                                                                 | Ministru Șef                                                           | Allan Bell                                 | 11 octombrie 2011  |
| Montserrat                                                                                 | Regatul Unit (Teritoriu de peste mări)                                                                              | Regină a Regatului Unit                                                | Elisabeta a II-a                           | 6 februarie 1952   |
| Montserrat                                                                                 | Regatul Unit (Teritoriu de peste mări)                                                                              | Guvernator                                                             | Adrian Davis                               | 8 aprilie 2011     |
| Montserrat                                                                                 | Regatul Unit (Teritoriu de peste mări)                                                                              | Premier                                                                | Reuben Meade                               | 10 septembrie 2009 |
| Pitcairn, Insulele                                                                         | Regatul Unit (Teritoriu de peste mări)                                                                              | Regină a Regatului Unit                                                | Elisabeta a II-a                           | 6 februarie 1952   |
| Pitcairn, Insulele                                                                         | Regatul Unit (Teritoriu de peste mări)                                                                              | Guvernatoare                                                           | Victoria Treadell                          | 29 mai 2010        |
| Pitcairn, Insulele                                                                         | Regatul Unit (Teritoriu de peste mări)                                                                              | Primar                                                                 | Mike Warren                                | 9 decembrie 2007   |
| Rockall                                                                                    | Scoția [Stâncă nelocuită și izolată atașată Consiliului Unitar Hebridele Exterioare (na h-Eileanan Siar)]           | Secretari de Stat pentru Scoția (succesivi)                            | Alistair Carmichael                        | 7 octombrie 2013   |
| Rockall                                                                                    | Scoția [Stâncă nelocuită și izolată atașată Consiliului Unitar Hebridele Exterioare (na h-Eileanan Siar)]           | Secretari de Stat pentru Scoția (succesivi)                            | Danny Alexander                            | 3 octombrie 2008   |
| Rockall                                                                                    | Scoția [Stâncă nelocuită și izolată atașată Consiliului Unitar Hebridele Exterioare (na h-Eileanan Siar)]           | Prim ministru al Scoției                                               | Alex Salmond                               | 17 mai 2007        |
| Rockall                                                                                    | Scoția [Stâncă nelocuită și izolată atașată Consiliului Unitar Hebridele Exterioare (na h-Eileanan Siar)]           | Președinte al Consiliului Hebridelor Exterioare                        | Norman A Macdonald                         | 10 mai 2012        |
| Rockall                                                                                    | Scoția [Stâncă nelocuită și izolată atașată Consiliului Unitar Hebridele Exterioare (na h-Eileanan Siar)]           | Lider al Consiliului Hebridelor Exterioare                             | Angus Campbell                             | mai 2007           |
| Rockall                                                                                    | Scoția [Stâncă nelocuită și izolată atașată Consiliului Unitar Hebridele Exterioare (na h-Eileanan Siar)]           | Director executiv al Consiliului Hebridelor Exterioare                 | Malcolm Burr                               | octombrie 2005     |
| Sark                                                                                       | Guernsey (Dependență a bailiwick-ului Guernsey)                                                                     | Locotenent guvernator al bailiwick-ului Guernsey                       | Peter Walker                               | 15 aprilie 2011    |
| Sark                                                                                       | Guernsey (Dependență a bailiwick-ului Guernsey)                                                                     | Bailiff de Guernsey                                                    | Richard Collas                             | 23 martie 2012     |
| Sark                                                                                       | Guernsey (Dependență a bailiwick-ului Guernsey)                                                                     | Ministru Șef al bailiwick-ului Guernsey                                | Peter Harwood                              | 1 mai 2012         |
| Sark                                                                                       | Guernsey (Dependență a bailiwick-ului Guernsey)                                                                     | Senior                                                                 | Michael Beaumont                           | 14 iulie 1974      |
| Sfânta Elena, Ascension și Tristan da Cunha (Saint Helena, Ascension and Tristan da Cunha) | Marea Britanie (Teritoriu de peste mări)                                                                            | Regină a Regatului Unit                                                | Elisabeta a II-a                           | 6 februarie 1952   |
| Sfânta Elena, Ascension și Tristan da Cunha (Saint Helena, Ascension and Tristan da Cunha) | Marea Britanie (Teritoriu de peste mări)                                                                            | Guvernator                                                             | Mark Capes                                 | 29 octombrie 2011  |
| Teritoriul Arctic Britanic (BAT)                                                           | Regatul Unit (Teritoriu de peste mări)                                                                              | Regină a Regatului Unit                                                | Elisabeta a II-a                           | 6 februarie 1952   |
| Teritoriul Arctic Britanic (BAT)                                                           | Regatul Unit (Teritoriu de peste mări)                                                                              | Commisar                                                               | Peter Hayes                                | 17 octombrie 2012  |
| Teritoriul Arctic Britanic (BAT)                                                           | Regatul Unit (Teritoriu de peste mări)                                                                              | Administrator                                                          | Henry Burgess                              | 2011               |
| Teritoriul Britanic din Oceanul Indian ( BIOT)                                             | Regatul Unit (Teritoriu de peste mări)                                                                              | Regină a Regatului Unit                                                | Elisabeta a II-a                           | 6 februarie 1952   |
| Teritoriul Britanic din Oceanul Indian ( BIOT)                                             | Regatul Unit (Teritoriu de peste mări)                                                                              | Commisar                                                               | Peter Hayes                                | 17 octombrie 2012  |
| Teritoriul Britanic din Oceanul Indian ( BIOT)                                             | Regatul Unit (Teritoriu de peste mări)                                                                              | Administratori (succesivi)                                             | Tom Moody                                  | iulie 2013         |
| Teritoriul Britanic din Oceanul Indian ( BIOT)                                             | Regatul Unit (Teritoriu de peste mări)                                                                              | Administratori (succesivi)                                             | John McManus                               | aprile 2011        |
| Teritoriul Britanic din Oceanul Indian ( BIOT)                                             | Regatul Unit (Teritoriu de peste mări)                                                                              | Reprezentanți ai comisarului (succesivi)                               | Lee Hardy                                  | 14 ianuarie 2013   |
| Teritoriul Britanic din Oceanul Indian ( BIOT)                                             | Regatul Unit (Teritoriu de peste mări)                                                                              | Reprezentanți ai comisarului (succesivi)                               | Richard G.C. Marshall                      | ianuarie 2011      |
| Tristan da Cunhan                                                                          | Sfânta Elena, Ascension și Tristan da Cunha (Componentă a teritoriului Sfânta Elena, Ascensión și Tristan da Cunha) | Guvernator al teritoriului Sfânta Elena, Ascensión și Tristan da Cunha | Mark Capes                                 | 29 octombrie 2011  |
| Tristan da Cunhan                                                                          | Sfânta Elena, Ascension și Tristan da Cunha (Componentă a teritoriului Sfânta Elena, Ascensión și Tristan da Cunha) | Administratori (succesivi)                                             | Alex Mitham                                | 23 septembrie 2013 |
| Tristan da Cunhan                                                                          | Sfânta Elena, Ascension și Tristan da Cunha (Componentă a teritoriului Sfânta Elena, Ascensión și Tristan da Cunha) | Administratori (succesivi)                                             | Sean Burns                                 | 15 septembrie 2010 |
| Turks și Caicos, Insulele                                                                  | Regatul Unit (Teritoriu de peste mări)                                                                              | Regină a Regatului Unit                                                | Elisabeta a II-a                           | 6 februarie 1952   |
| Turks și Caicos, Insulele                                                                  | Regatul Unit (Teritoriu de peste mări)                                                                              | Guvernatori (succesivi)                                                | Peter Beckingham                           | 8 octombrie 2013   |
| Turks și Caicos, Insulele                                                                  | Regatul Unit (Teritoriu de peste mări)                                                                              | Guvernatori (succesivi)                                                | Huw O. Shepheard (interimar)               | 4 octombrie 2013   |
| Turks și Caicos, Insulele                                                                  | Regatul Unit (Teritoriu de peste mări)                                                                              | Guvernatori (succesivi)                                                | Anya Williams (interimar)                  | 15 septembrie 2013 |
| Turks și Caicos, Insulele                                                                  | Regatul Unit (Teritoriu de peste mări)                                                                              | Guvernatori (succesivi)                                                | Ric Todd                                   | 12 septembrie 2011 |
| Turks și Caicos, Insulele                                                                  | Regatul Unit (Teritoriu de peste mări)                                                                              | Premier                                                                | Rufus Ewing                                | 13 noiembrie 2012  |
| Virgine Britanice, Insulele (BVI)                                                          | Regatul Unit (Teritoriu de peste mări)                                                                              | Regină a Regatului Unit                                                | Elisabeta a II-a                           | 6 februarie 1952   |
| Virgine Britanice, Insulele (BVI)                                                          | Regatul Unit (Teritoriu de peste mări)                                                                              | Guvernator                                                             | William Boyd McCleary                      | 20 august 2010     |
| Virgine Britanice, Insulele (BVI)                                                          | Regatul Unit (Teritoriu de peste mări)                                                                              | Premier                                                                | Orlando Smith                              | 9 noiembrie 2011   |

## Departamente și colectivități de peste mări și teritorii cu statut special franceze
| Teritoriu                                                                                       | Suveranitate și statut                                        | Funcția                                                                           | Numele                             | Începând cu        |
| ----------------------------------------------------------------------------------------------- | ------------------------------------------------------------- | --------------------------------------------------------------------------------- | ---------------------------------- | ------------------ |
| Clipperton, Insula                                                                              | Franța (Domeniu public maritim al statului)                   | Președinte al Republicii Franceze                                                 | François Hollande                  | 15 mai 2012        |
| Clipperton, Insula                                                                              | Franța (Domeniu public maritim al statului)                   | Administrator                                                                     | Victorin Lurel                     | 16 mai 2012        |
| Clipperton, Insula                                                                              | Franța (Domeniu public maritim al statului)                   | Administratori delegați , (succesivi)                                             | Lionel Beffre                      | 16 septembrie 2013 |
| Clipperton, Insula                                                                              | Franța (Domeniu public maritim al statului)                   | Administratori delegați , (succesivi)                                             | Gilles Cantal (interimar)          | 23 august 2013     |
| Clipperton, Insula                                                                              | Franța (Domeniu public maritim al statului)                   | Administratori delegați , (succesivi)                                             | Jean-Pierre Laflaquière            | 3 septembrie 2012  |
| Domeniile franceze din Israel (Domeniul Național Francez din Țara Sfântă)                       | Franța (Posesiuni ale statului)                               | Președinte al Republicii Franceze                                                 | François Hollande                  | 15 mai 2012        |
| Domeniile franceze din Israel (Domeniul Național Francez din Țara Sfântă)                       | Franța (Posesiuni ale statului)                               | Ministru al Afacerilor Externe al Republicii Franceze                             | Laurent Fabius                     | 16 mai 2012        |
| Domeniile franceze din Israel (Domeniul Național Francez din Țara Sfântă)                       | Franța (Posesiuni ale statului)                               | Administratori (succesivi)                                                        | Hervé Magro                        | 9 septembrie 2013  |
| Domeniile franceze din Israel (Domeniul Național Francez din Țara Sfântă)                       | Franța (Posesiuni ale statului)                               | Administratori (succesivi)                                                        | Frédéric Desagneaux                | 29 aprilie 2009    |
| Domeniile franceze din insula Sfânta Elena                                                      | Franța (Posesiuni ale statului)                               | Președinte al Republicii Franceze                                                 | François Hollande                  | 15 mai 2012        |
| Domeniile franceze din insula Sfânta Elena                                                      | Franța (Posesiuni ale statului)                               | Ministru al Afacerilor Externe al Republicii Franceze                             | Laurent Fabius                     | 16 mai 2012        |
| Domeniile franceze din insula Sfânta Elena                                                      | Franța (Posesiuni ale statului)                               | Consul onorar al Franței la Jamestown (Sfânta Elena)                              | Michel Dancoisne-Martineau         | 1 decembrie 1987   |
| Domeniile franceze din insula Sfânta Elena                                                      | Franța (Posesiuni ale statului)                               | Conservator                                                                       | Michel Dancoisne-Martineau         | 5 august 1991      |
| Domeniile franceze la Vatican (Fundația Așezămintelor Pioase ale Franței la Roma și la Lorette) | Franța (Posesiuni ale statului)                               | Președinte al Republicii Franceze                                                 | François Hollande                  | 15 mai 2012        |
| Domeniile franceze la Vatican (Fundația Așezămintelor Pioase ale Franței la Roma și la Lorette) | Franța (Posesiuni ale statului)                               | Ministru al Afacerilor Externe al Republicii Franceze                             | Laurent Fabius                     | 16 mai 2012        |
| Domeniile franceze la Vatican (Fundația Așezămintelor Pioase ale Franței la Roma și la Lorette) | Franța (Posesiuni ale statului)                               | Președinte al Congrgației Generale                                                | Bruno Joubert                      | 9 martie 2012      |
| Domeniile franceze la Vatican (Fundația Așezămintelor Pioase ale Franței la Roma și la Lorette) | Franța (Posesiuni ale statului)                               | Administrator al Fundației Așezămintelor Pioase ale Franței la Roma și la Lorette | venerabilul părinte Bernard Ardura | 15 aprilie 2005    |
| Guadelupa                                                                                       | Franța · (Departament de peste mări)                          | Președinte al Republicii Franceze                                                 | François Hollande                  | 15 mai 2012        |
| Guadelupa                                                                                       | Franța · (Departament de peste mări)                          | Prefecți (succesivi)                                                              | Marcelle Pierrot                   | 14 februarie 2013  |
| Guadelupa                                                                                       | Franța · (Departament de peste mări)                          | Prefecți (succesivi)                                                              | Amaury de Saint-Quentin            | 11 septembre 2011  |
| Guadelupa                                                                                       | Franța · (Departament de peste mări)                          | Președintă a Consilului Regional                                                  | Josette Borel-Lincertin            | 3 august 2012      |
| Guadelupa                                                                                       | Franța · (Departament de peste mări)                          | Președinte al Consililui General                                                  | Jacques Gillot                     | 23 martie 2001     |
| Guyana Franceză                                                                                 | Franța (Departament de peste mări)                            | Președinte al Republicii Franceze                                                 | François Hollande                  | 15 mai 2012        |
| Guyana Franceză                                                                                 | Franța (Departament de peste mări)                            | Prefecți (succesivi)                                                              | Éric Spitz                         | 24 iunie 2013      |
| Guyana Franceză                                                                                 | Franța (Departament de peste mări)                            | Prefecți (succesivi)                                                              | Anne Laubies-Roques (interimară)   | 20 iunie 2013      |
| Guyana Franceză                                                                                 | Franța (Departament de peste mări)                            | Prefecți (succesivi)                                                              | Denis Labbé                        | 16 mai 2011        |
| Guyana Franceză                                                                                 | Franța (Departament de peste mări)                            | Președinte al Consiliului Regional                                                | Rodolphe Alexandre                 | 26 martie 2010     |
| Guyana Franceză                                                                                 | Franța (Departament de peste mări)                            | Președinte al Consililui General                                                  | Alain Tien-Liong                   | 20 martie 2008     |
| Casa Hauteville (Hauteville House)                                                              | Paris (Proprietate a primăriei Parisului în Insula Guernesey) | Președinte al Republicii Franceze                                                 | François Hollande                  | 15 mai 2012        |
| Casa Hauteville (Hauteville House)                                                              | Paris (Proprietate a primăriei Parisului în Insula Guernesey) | Ministru al Afacerilor Externe al Republicii Franceze                             | Laurent Fabius                     | 16 mai 2012        |
| Casa Hauteville (Hauteville House)                                                              | Paris (Proprietate a primăriei Parisului în Insula Guernesey) | Primar al Parisului                                                               | Bertrand Delanoë                   | 25 martie 2001     |
| Casa Hauteville (Hauteville House)                                                              | Paris (Proprietate a primăriei Parisului în Insula Guernesey) | Consul onorar al Franței la Saint Peter Port (Guernsey)                           | Odile Blanchette                   | ianuarie 2003      |
| Casa Hauteville (Hauteville House)                                                              | Paris (Proprietate a primăriei Parisului în Insula Guernesey) | Conservatoare                                                                     | Odile Blanchette                   | ianuarie 2003      |
| Martinica                                                                                       | Franța (Departament de peste mări)                            | Președinte al Republicii Franceze                                                 | François Hollande                  | 15 mai 2012        |
| Martinica                                                                                       | Franța (Departament de peste mări)                            | Prefect                                                                           | Laurent Prévost                    | 30 martie 2011     |
| Martinica                                                                                       | Franța (Departament de peste mări)                            | Președinte al Consiliului Regional                                                | Serge Letchimy                     | 26 martie 2010     |
| Martinica                                                                                       | Franța (Departament de peste mări)                            | Președintă a Consililui General                                                   | Josette Manin                      | 31 martie 2011     |
| Mayotte                                                                                         | Franța (Departament de peste mări)                            | Președinte al Republicii Franceze                                                 | François Hollande                  | 15 mai 2012        |
| Mayotte                                                                                         | Franța (Departament de peste mări)                            | Prefecți (succesivi)                                                              | Jacques Witkowski                  | 18 februarie 2013  |
| Mayotte                                                                                         | Franța (Departament de peste mări)                            | Prefecți (succesivi)                                                              | François Chauvin (interimar)       | 14 februarie 2013  |
| Mayotte                                                                                         | Franța (Departament de peste mări)                            | Prefecți (succesivi)                                                              | Thomas Degos                       | 26 iulie 2011      |
| Mayotte                                                                                         | Franța (Departament de peste mări)                            | Președinte al Consililui General                                                  | Daniel Zaïdani                     | 3 aprilie 2011     |
| Noua Caledonie                                                                                  | Franța (Colectivitate de peste mări sui generis)              | Președinte al Republicii Franceze                                                 | François Hollande                  | 15 mai 2012        |
| Noua Caledonie                                                                                  | Franța (Colectivitate de peste mări sui generis)              | Înalți Comisari al Republicii (succesivi)                                         | Jean-Jacques Brot                  | 27 februarie 2013  |
| Noua Caledonie                                                                                  | Franța (Colectivitate de peste mări sui generis)              | Înalți Comisari al Republicii (succesivi)                                         | Thierry Suquet (interimar)         | 2 februarie 2013   |
| Noua Caledonie                                                                                  | Franța (Colectivitate de peste mări sui generis)              | Înalți Comisari al Republicii (succesivi)                                         | Albert Dupuy                       | 6 octombrie 2010   |
| Noua Caledonie                                                                                  | Franța (Colectivitate de peste mări sui generis)              | Președinte al Guvernului                                                          | Harold Martin                      | 3 martie 2011      |
| Polinezia Franceză                                                                              | Franța (Colectivitate de peste mări)                          | Președinte al Republicii Franceze                                                 | François Hollande                  | 15 mai 2012        |
| Polinezia Franceză                                                                              | Franța (Colectivitate de peste mări)                          | Înalți Comisari al Republicii (succesivi)                                         | Lionel Beffre                      | 16 septembrie 2013 |
| Polinezia Franceză                                                                              | Franța (Colectivitate de peste mări)                          | Înalți Comisari al Republicii (succesivi)                                         | Gilles Cantal (interimar)          | 23 august 2013     |
| Polinezia Franceză                                                                              | Franța (Colectivitate de peste mări)                          | Înalți Comisari al Republicii (succesivi)                                         | Jean-Pierre Laflaquière            | 3 septembrie 2012  |
| Polinezia Franceză                                                                              | Franța (Colectivitate de peste mări)                          | Președinți (succesivi)                                                            | Gaston Flosse                      | 17 mai 2013        |
| Polinezia Franceză                                                                              | Franța (Colectivitate de peste mări)                          | Președinți (succesivi)                                                            | Oscar Temaru                       | 1 aprilie 2011     |
| 'Réunion                                                                                        | Franța (Departament de peste mări)                            | Președinte al Republicii Franceze                                                 | François Hollande                  | 15 mai 2012        |
| 'Réunion                                                                                        | Franța (Departament de peste mări)                            | Prefect                                                                           | Jean-Luc Marx                      | 27 august 2012     |
| 'Réunion                                                                                        | Franța (Departament de peste mări)                            | Președinte al Consiliului Regional                                                | Didier Robert                      | 26 martie 2011     |
| 'Réunion                                                                                        | Franța (Departament de peste mări)                            | Președintă a Consililui General                                                   | Nassimah Dindar                    | 1 aprilie 2004     |
| Sfântul Bartolomeu (Saint Barthélemy)                                                           | Franța (Colectivitate de peste mări)                          | Președinte al Republicii Franceze                                                 | François Hollande                  | 15 mai 2012        |
| Sfântul Bartolomeu (Saint Barthélemy)                                                           | Franța (Colectivitate de peste mări)                          | Prefecți (succesivi)                                                              | Marcelle Pierrot                   | 14 februarie 2013  |
| Sfântul Bartolomeu (Saint Barthélemy)                                                           | Franța (Colectivitate de peste mări)                          | Prefecți (succesivi)                                                              | Amaury de Saint-Quentin            | 11 septembrie 2011 |
| Sfântul Bartolomeu (Saint Barthélemy)                                                           | Franța (Colectivitate de peste mări)                          | Prefect delegat                                                                   | Philippe Chopin                    | 12 decembrie 2011  |
| Sfântul Bartolomeu (Saint Barthélemy)                                                           | Franța (Colectivitate de peste mări)                          | Președinte al Consililui Teritorial                                               | Bruno Magras                       | 15 iulie 2007      |
| Sfântul Martin [Saint Martin (France)]                                                          | Franța (Colectivitate de peste mări)                          | Președinte al Republicii Franceze                                                 | François Hollande                  | 15 mai 2012        |
| Sfântul Martin [Saint Martin (France)]                                                          | Franța (Colectivitate de peste mări)                          | Prefecți (succesivi)                                                              | Marcelle Pierrot                   | 14 februarie 2013  |
| Sfântul Martin [Saint Martin (France)]                                                          | Franța (Colectivitate de peste mări)                          | Prefecți (succesivi)                                                              | Amaury de Saint-Quentin            | 11 septembrie 2011 |
| Sfântul Martin [Saint Martin (France)]                                                          | Franța (Colectivitate de peste mări)                          | Prefect delegat                                                                   | Philippe Chopin                    | 12 decembrie 2011  |
| Sfântul Martin [Saint Martin (France)]                                                          | Franța (Colectivitate de peste mări)                          | Președinți al Consililui Teritorial (succesivi)                                   | Aline Hanson                       | 17 aprilie 2013    |
| Sfântul Martin [Saint Martin (France)]                                                          | Franța (Colectivitate de peste mări)                          | Președinți al Consililui Teritorial (succesivi)                                   | Alain Richardson                   | 1 aprilie 2012     |
| Sfântul Petru și Miquelon (Saint Pierre et Miquelon)                                            | Franța (Colectivitate de peste mări)                          | Președinte al Republicii Franceze                                                 | François Hollande                  | 15 mai 2012        |
| Sfântul Petru și Miquelon (Saint Pierre et Miquelon)                                            | Franța (Colectivitate de peste mări)                          | Prefect                                                                           | Patrice Latron                     | 12 decembrie 2011  |
| Sfântul Petru și Miquelon (Saint Pierre et Miquelon)                                            | Franța (Colectivitate de peste mări)                          | Președinte al Consililui Teritorial                                               | Stéphane Artano                    | 21 februarie 2007  |
| Teritoriile australe și antarctice franceze (TAAF)                                              | Franța (Teritoriu de peste mări)                              | Președinte al Republicii Franceze                                                 | François Hollande                  | 15 mai 2012        |
| Teritoriile australe și antarctice franceze (TAAF)                                              | Franța (Teritoriu de peste mări)                              | Prefect administrator superior                                                    | Pascal Bolot                       | 10 aprilie 2012    |
| Wallis și Futuna (vezi și : §13)                                                                | Franța · (Colectivitate de peste mări)                        | Președinte al Republicii Franceze                                                 | François Hollande                  | 15 mai 2012        |
| Wallis și Futuna (vezi și : §13)                                                                | Franța · (Colectivitate de peste mări)                        | Administratori superiori (succesivi)                                              | Michel Aubouin                     | 30 martie 2013     |
| Wallis și Futuna (vezi și : §13)                                                                | Franța · (Colectivitate de peste mări)                        | Administratori superiori (succesivi)                                              | Michel Jeanjean                    | 12 iulie 2010      |
| Wallis și Futuna (vezi și : §13)                                                                | Franța · (Colectivitate de peste mări)                        | Președinți ai Adunării Teritoriale (succesivi)                                    | Petelo Hanisi                      | 11 decembrie 2013  |
| Wallis și Futuna (vezi și : §13)                                                                | Franța · (Colectivitate de peste mări)                        | Președinți ai Adunării Teritoriale (succesivi)                                    | Nivaleta Iloai                     | 1 aprilie 2013     |
| Wallis și Futuna (vezi și : §13)                                                                | Franța · (Colectivitate de peste mări)                        | Președinți ai Adunării Teritoriale (succesivi)                                    | Sosefo Suve                        | 28 noiembrie 2012  |

## Dependințe și teritorii speciale ale Norvegiei
| Teritoriu         | Suveranitate și statut                          | Funcția                                                 | Numele             | Începând cu        |
| ----------------- | ----------------------------------------------- | ------------------------------------------------------- | ------------------ | ------------------ |
| Bouvet, Insula    | Norvegia · (Dependență nelocuită)               | Rege al Norvegiei                                       | Harald al V-lea ,  | 17 ianuarie 1991   |
| Bouvet, Insula    | Norvegia · (Dependență nelocuită)               | Directoare generală a Departamentului Afacerilor Polare | Kjerstin Askholt   | 2006               |
| Bouvet, Insula    | Norvegia · (Dependență nelocuită)               | Director al Institului Polar Norvegian                  | Jan-Gunnar Winther | 2005               |
| Jan Mayen, Insula | Norvegia · (Componentă a Regatului Norvegiei)   | Rege al Norvegiei                                       | Harald al V-lea ,  | 17 ianuarie 1991   |
| Jan Mayen, Insula | Norvegia · (Componentă a Regatului Norvegiei)   | Administratoare                                         | Hill-Marta Solberg | 21 septembrie 2007 |
| Petru I, Insula   | Norvegia · (Dependență nelocuită)               | Rege al Norvegiei                                       | Harald al V-lea ,  | 17 ianuarie 1991   |
| Petru I, Insula   | Norvegia · (Dependență nelocuită)               | Directoare generală a Departamentului Afacerilor Polare | Kjerstin Askholt   | 2006               |
| Petru I, Insula   | Norvegia · (Dependență nelocuită)               | Director al Institului Polar Norvegian                  | Jan-Gunnar Winther | 2005               |
| Svalbard          | Norvegia · (Teritoriu cu suveranitate specială) | Rege al Norvegiei                                       | Harald al V-lea ,  | 17 ianuarie 1991   |
| Svalbard          | Norvegia · (Teritoriu cu suveranitate specială) | Guvernator (Sysselmann)                                 | Odd Olsen Ingerø   | 16 septembrie 2009 |
| Țara Reginei Maud | Norvegia · (Dependență nelocuită)               | Rege al Norvegiei                                       | Harald al V-lea ,  | 17 ianuarie 1991   |
| Țara Reginei Maud | Norvegia · (Dependență nelocuită)               | Directoare generală a Departamentului Afacerilor Polare | Kjerstin Askholt   | 2006               |
| Țara Reginei Maud | Norvegia · (Dependență nelocuită)               | Director al Institului Polar Norvegian                  | Jan-Gunnar Winther | 2005               |

## Dependințe și teritorii speciale ale Noii-Zeelande
| Teritoriu        | Suveranitate și statut                                 | Funcția                                                     | Numele                  | Începând cu       |
| ---------------- | ------------------------------------------------------ | ----------------------------------------------------------- | ----------------------- | ----------------- |
| Cook, Insulele   | Noua Zeelandă · (Stat independent în liberă asociere)  | Regină a Noii Zeelende                                      | Elisabeta a II-a        | 6 februarie 1952  |
| Cook, Insulele   | Noua Zeelandă · (Stat independent în liberă asociere)  | Reprezentanți al reginei (succesivi)                        | Tom Marsters            | 27 iulie 2013     |
| Cook, Insulele   | Noua Zeelandă · (Stat independent în liberă asociere)  | Reprezentanți al reginei (succesivi)                        | sir Frederick Goodwin   | 9 februarie 2001  |
| Cook, Insulele   | Noua Zeelandă · (Stat independent în liberă asociere)  | Înalți Comisari al Noii Zeelande (succesivi)                | Joanna Kempkers         | 19 iulie 2013     |
| Cook, Insulele   | Noua Zeelandă · (Stat independent în liberă asociere)  | Înalți Comisari al Noii Zeelande (succesivi)                | John McGregor Carter    | 1 august 2011     |
| Cook, Insulele   | Noua Zeelandă · (Stat independent în liberă asociere)  | Prim-ministru                                               | Henry Puna              | 30 noiembrie 2010 |
| Niue, Insule     | Noua Zeelandă · (Teritoriu autonom în liberă asociere) | Regină a Noii Zeelende                                      | Elisabeta a II-a        | 6 februarie 1952  |
| Niue, Insule     | Noua Zeelandă · (Teritoriu autonom în liberă asociere) | GUvernator general                                          | sir Jerry Mateparae     | 31 august 2011    |
| Niue, Insule     | Noua Zeelandă · (Teritoriu autonom în liberă asociere) | Înalt Comisar al Noii Zeelande                              | Marc Blumsky            | octombrie 2010    |
| Niue, Insule     | Noua Zeelandă · (Teritoriu autonom în liberă asociere) | Premier                                                     | Toke Tufukia Talagi     | 19 iunie 2008     |
| Ross, Dependența | Noua Zeelandă · (Dependență nelocuită)                 | Regină a Noii Zeelende                                      | Elisabeta a II-a        | 6 februarie 1952  |
| Ross, Dependența | Noua Zeelandă · (Dependență nelocuită)                 | Guvernator general al Noii Zeelende                         | sir Jerry Mateparae     | 31 august 2011    |
| Ross, Dependența | Noua Zeelandă · (Dependență nelocuită)                 | Directori generali ai Antarcticii Noii Zeelende (succesivi) | Peter Smith (interimar) | septembrie 2013   |
| Ross, Dependența | Noua Zeelandă · (Dependență nelocuită)                 | Directori generali ai Antarcticii Noii Zeelende (succesivi) | Lou Sanson              | august 2002       |
| Tokelau          | Noua Zeelandă · (Teritoriu autonom în liberă asociere) | Regină a Noii Zeelende                                      | Elisabeta a II-a        | 6 februarie 1952  |
| Tokelau          | Noua Zeelandă · (Teritoriu autonom în liberă asociere) | Guvernator general al Noii Zeelende                         | sir Jerry Mateparae     | 31 august 2011    |
| Tokelau          | Noua Zeelandă · (Teritoriu autonom în liberă asociere) | Administrator                                               | Jonathan Kings          | februarie 2011    |
| Tokelau          | Noua Zeelandă · (Teritoriu autonom în liberă asociere) | Șefi al Guvernului (Ulu o Tokelau) (succesivi)              | Salesio Lui             | 5 martie 2013     |
| Tokelau          | Noua Zeelandă · (Teritoriu autonom în liberă asociere) | Șefi al Guvernului (Ulu o Tokelau) (succesivi)              | Kelihiano Kalolo        | februarie 2012    |

## Teritorii speciale ale Statelor Unite ale Americii
| Teritoriu                                         | Suveranitate și statut                                                               | Funcția                                                                             | Numele                            | Începând cu       |
| ------------------------------------------------- | ------------------------------------------------------------------------------------ | ----------------------------------------------------------------------------------- | --------------------------------- | ----------------- |
| Baker, Insula                                     | Statele Unite ale Americii · (Teritoriu neîncorporat, neorganizat, nelocuit)         | Președinte al Statelor Unite ale Americii                                           | Barack Obama                      | 20 ianuarie 2009  |
| Baker, Insula                                     | Statele Unite ale Americii · (Teritoriu neîncorporat, neorganizat, nelocuit)         | Director al Servicului Pescuitului și Faunei al Statelor Unite ale Americii         | Daniel M. Ashe                    | 1 iulie 2011      |
| Guam                                              | Statele Unite ale Americii · (Teritoriu neîncorporat, organizat)                     | Președinte al Statelor Unite ale Americii                                           | Barack Obama                      | 20 ianuarie 2009  |
| Guam                                              | Statele Unite ale Americii · (Teritoriu neîncorporat, organizat)                     | Guvernator                                                                          | Eddie Calvo                       | 3 ianuarie 2011   |
| Guantanamo, Stația Navală Golful (Gitmo sau GTMO) | Statele Unite ale Americii · (Bază navală închiriată)                                | Președinte al Statelor Unite ale Americii                                           | Barack Obama                      | 20 ianuarie 2009  |
| Guantanamo, Stația Navală Golful (Gitmo sau GTMO) | Statele Unite ale Americii · (Bază navală închiriată)                                | Commandant al bazei                                                                 | Capt. John R. Nettleton           | 29 iunie 2012     |
| Howland, Insula                                   | Statele Unite ale Americii · (Teritoriu neîncorporat, neorganizat, nelocuit)         | Președinte al Statelor Unite ale Americii                                           | Barack Obama                      | 20 ianuarie 2009  |
| Howland, Insula                                   | Statele Unite ale Americii · (Teritoriu neîncorporat, neorganizat, nelocuit)         | Director al Servicului Pescuitului și Faunei al Statelor Unite ale Americii         | Daniel M. Ashe                    | 1 iulie 2011      |
| Jarvis, Insula                                    | Statele Unite ale Americii · (Teritoriu neîncorporat, neorganizat, nelocuit)         | Președinte al Statelor Unite ale Americii                                           | Barack Obama                      | 20 ianuarie 2009  |
| Jarvis, Insula                                    | Statele Unite ale Americii · (Teritoriu neîncorporat, neorganizat, nelocuit)         | Director al Servicului Pescuitului și Faunei al Statelor Unite ale Americii         | Daniel M. Ashe                    | 1 iulie 2011      |
| Johnston, Atolul                                  | Statele Unite ale Americii · (Teritoriu neîncorporat, neorganizat, nelocuit)         | Președinte al Statelor Unite ale Americii                                           | Barack Obama                      | 20 ianuarie 2009  |
| Johnston, Atolul                                  | Statele Unite ale Americii · (Teritoriu neîncorporat, neorganizat, nelocuit)         | Director al Servicului Pescuitului și Faunei al Statelor Unite ale Americii ,       | Daniel M. Ashe                    | 1 iulie 2011      |
| Kingman Reciful                                   | \| Statele Unite ale Americii · (Teritoriu neîncorporat, neorganizat, nelocuit)      | Președinte al Statelor Unite ale Americii                                           | Barack Obama                      | 20 ianuarie 2009  |
| Kingman Reciful                                   | \| Statele Unite ale Americii · (Teritoriu neîncorporat, neorganizat, nelocuit)      | Director al Servicului Pescuitului și Faunei al Statelor Unite ale Americii         | Daniel M. Ashe                    | 1 iulie 2011      |
| Mariane de Nord, Insulele                         | Statele Unite ale Americii · (Stat liber asociat, teritoriu neîncorporat, organizat) | Președinte al Statelor Unite ale Americii                                           | Barack Obama                      | 20 ianuarie 2009  |
| Mariane de Nord, Insulele                         | Statele Unite ale Americii · (Stat liber asociat, teritoriu neîncorporat, organizat) | Guvernatori (succesivi)                                                             | Eloy Songao Inos                  | 20 februarie 2013 |
| Mariane de Nord, Insulele                         | Statele Unite ale Americii · (Stat liber asociat, teritoriu neîncorporat, organizat) | Guvernatori (succesivi)                                                             | Benigno Fitial                    | 9 ianuarie 2006   |
| Midway, Atolul                                    | Statele Unite ale Americii · (Teritoriu neîncorporat, neorganizat, nelocuit)         | Președinte al Statelor Unite ale Americii                                           | Barack Obama                      | 20 ianuarie 2009  |
| Midway, Atolul                                    | Statele Unite ale Americii · (Teritoriu neîncorporat, neorganizat, nelocuit)         | Director al Servicului Pescuitului și Faunei al Statelor Unite ale Americii         | Daniel M. Ashe                    | 1 iulie 2011      |
| Navasa, Insula                                    | Statele Unite ale Americii · (Teritoriu neîncorporat, neorganizat, nelocuit)         | Președinte al Statelor Unite ale Americii                                           | Barack Obama                      | 20 ianuarie 2009  |
| Navasa, Insula                                    | Statele Unite ale Americii · (Teritoriu neîncorporat, neorganizat, nelocuit)         | Director al Servicului Pescuitului și Faunei al Statelor Unite ale Americii         | Daniel M. Ashe                    | 1 iulie 2011      |
| Palmyra, Atolul                                   | Statele Unite ale Americii · (Teritoriu neîncorporat, neorganizat, nelocuit)         | Președinte al Statelor Unite ale Americii                                           | Barack Obama                      | 20 ianuarie 2009  |
| Palmyra, Atolul                                   | Statele Unite ale Americii · (Teritoriu neîncorporat, neorganizat, nelocuit)         | Director al Servicului Pescuitului și Faunei al Statelor Unite ale Americii ,       | Daniel M. Ashe                    | 1 iulie 2011      |
| Palmyra, Atolul                                   | Statele Unite ale Americii · (Teritoriu neîncorporat, neorganizat, nelocuit)         | Subsecretari pentru Afacerile Insulare ai Statelor Unite ale Americii , (succesivi) | Eileen Sobeck (interimară)        | 1 februarie 2013  |
| Palmyra, Atolul                                   | Statele Unite ale Americii · (Teritoriu neîncorporat, neorganizat, nelocuit)         | Subsecretari pentru Afacerile Insulare ai Statelor Unite ale Americii , (succesivi) | Anthony M. Babuta                 | septembrie 2009   |
| Palmyra, Atolul                                   | Statele Unite ale Americii · (Teritoriu neîncorporat, neorganizat, nelocuit)         | Gestionari (successivi)                                                             | Laurie Moore                      | ianuarie 2013     |
| Palmyra, Atolul                                   | Statele Unite ale Americii · (Teritoriu neîncorporat, neorganizat, nelocuit)         | Gestionari (successivi)                                                             | Jordan Jokiel                     | 2011?             |
| Porto Rico                                        | Statele Unite ale Americii · (Stat liber asociat, teritoriu neîncorporat, organizat) | Președinte al Statelor Unite ale Americii                                           | Barack Obama                      | 20 ianuarie 2009  |
| Porto Rico                                        | Statele Unite ale Americii · (Stat liber asociat, teritoriu neîncorporat, organizat) | Guvernatori (successivi)                                                            | Alejandro García Padilla          | 2 ianuarie 2012   |
| Porto Rico                                        | Statele Unite ale Americii · (Stat liber asociat, teritoriu neîncorporat, organizat) | Guvernatori (successivi)                                                            | Luis Fortuño                      | 2 ianuarie 2009   |
| Samoa Americană                                   | Statele Unite ale Americii · (Teritoriu neîncorporat, organizat)                     | Președinte al Statelor Unite ale Americii                                           | Barack Obama                      | 20 ianuarie 2009  |
| Samoa Americană                                   | Statele Unite ale Americii · (Teritoriu neîncorporat, organizat)                     | Guvernatori (successivi)                                                            | Lolo Matalasi Moliga              | 3 ianuarie 2012   |
| Samoa Americană                                   | Statele Unite ale Americii · (Teritoriu neîncorporat, organizat)                     | Guvernatori (successivi)                                                            | Togiola Tulafono                  | 26 martie 2003    |
| Virgine Americane, Insulele                       | Statele Unite ale Americii · (Teritoriu neîncorporat, organizat)                     | Președinte al Statelor Unite ale Americii                                           | Barack Obama                      | 20 ianuarie 2009  |
| Virgine Americane, Insulele                       | Statele Unite ale Americii · (Teritoriu neîncorporat, organizat)                     | Guvernator                                                                          | John de Jongh                     | 1 ianuarie 2007   |
| Wake, Insula sau Atolul Wake                      | Statele Unite ale Americii · (Teritoriu neîncorporat, neorganizat, nelocuit)         | Președinte al Statelor Unite ale Americii                                           | Barack Obama                      | 20 ianuarie 2009  |
| Wake, Insula sau Atolul Wake                      | Statele Unite ale Americii · (Teritoriu neîncorporat, neorganizat, nelocuit)         | Administratori (successivi)                                                         | Eileen Sobeck (interimară)        | 1 februarie 2013  |
| Wake, Insula sau Atolul Wake                      | Statele Unite ale Americii · (Teritoriu neîncorporat, neorganizat, nelocuit)         | Administratori (successivi)                                                         | Anthony M. Babuta                 | septembrie 2009   |
| Wake, Insula sau Atolul Wake                      | Statele Unite ale Americii · (Teritoriu neîncorporat, neorganizat, nelocuit)         | Guvernatori (successivi)                                                            | Joseph M. McDade, Jr. (interimar) | noiembrie 2013    |
| Wake, Insula sau Atolul Wake                      | Statele Unite ale Americii · (Teritoriu neîncorporat, neorganizat, nelocuit)         | Guvernatori (successivi)                                                            | Charles A. Blanchard              | iunie 2009        |

## Teritorii speciale ale Regatului Țărilor de Jos
| Teritoriu                                 | Suveranitate și statut                                                                                     | Funcția                                                                           | Numele                                     | Începând cu       |
| ----------------------------------------- | --- | --------------------------------------------------------------------------------- | ------------------------------------------ | ----------------- |
| Aruba                                     | Țările de Jos · (Stat constitutiv al Regatului Țărilor de Jos)                                             | Monarhi ai Țărilor de Jos (succesivi)                                             | Willem-Alexander (rege)                    | 30 aprilie 2013   |
| Aruba                                     | Țările de Jos · (Stat constitutiv al Regatului Țărilor de Jos)                                             | Monarhi ai Țărilor de Jos (succesivi)                                             | Beatrix (regină)                           | 30 aprilie 1980   |
| Aruba                                     | Țările de Jos · (Stat constitutiv al Regatului Țărilor de Jos)                                             | Guvernator                                                                        | Fredis Refunjol                            | 1 mai 2004        |
| Aruba                                     | Țările de Jos · (Stat constitutiv al Regatului Țărilor de Jos)                                             | Prim-ministru (ministru președinte)                                               | Mike Eman                                  | 30 octombrie 2009 |
| Bonaire                                   | Țările de Jos · [Municipalitate specială (entitate publlică caraibiană) în cadrul statului Țările de Jos.] | Monarhi ai Țărilor de Jos (succesivi)                                             | Willem-Alexander (rege)                    | 30 aprilie 2013   |
| Bonaire                                   | Țările de Jos · [Municipalitate specială (entitate publlică caraibiană) în cadrul statului Țările de Jos.] | Monarhi ai Țărilor de Jos (succesivi)                                             | Beatrix (regină)                           | 30 aprilie 1980   |
| Bonaire                                   | Țările de Jos · [Municipalitate specială (entitate publlică caraibiană) în cadrul statului Țările de Jos.] | Prim-ministru al Țărilor de Jos                                                   | Mark Rutte                                 | 14 octombrie 2010 |
| Bonaire                                   | Țările de Jos · [Municipalitate specială (entitate publlică caraibiană) în cadrul statului Țările de Jos.] | Reprezentant național pentru entitățile publice Bonaire, Saba și Sfântul Eustatie | Wilbert Stolte                             | 1 mai 2011        |
| Bonaire                                   | Țările de Jos · [Municipalitate specială (entitate publlică caraibiană) în cadrul statului Țările de Jos.] | Locotenentă guvernatoare (gezaghebber)                                            | Lydia Emerencia                            | 1 martie 2012     |
| Curaçao                                   | Țările de Jos · (Stat constitutiv al Regatului Țărilor de Jos)                                             | Monarhi ai Țărilor de Jos (succesivi)                                             | Willem-Alexander (rege)                    | 30 aprilie 2013   |
| Curaçao                                   | Țările de Jos · (Stat constitutiv al Regatului Țărilor de Jos)                                             | Monarhi ai Țărilor de Jos (succesivi)                                             | Beatrix (regină)                           | 30 aprilie 1980   |
| Curaçao                                   | Țările de Jos · (Stat constitutiv al Regatului Țărilor de Jos)                                             | Guvernatori (succesivi)                                                           | Lucille George-Wout                        | 4 noiembrie 2013  |
| Curaçao                                   | Țările de Jos · (Stat constitutiv al Regatului Țărilor de Jos)                                             | Guvernatori (succesivi)                                                           | Adeel P. van der Pluijm-Vrede (interimară) | 24 noiembrie 2012 |
| Curaçao                                   | Țările de Jos · (Stat constitutiv al Regatului Țărilor de Jos)                                             | Prim-miniștri (miniștri președinți) (succesivi)                                   | Ivar Asjes                                 | 7 iunie 2013      |
| Curaçao                                   | Țările de Jos · (Stat constitutiv al Regatului Țărilor de Jos)                                             | Prim-miniștri (miniștri președinți) (succesivi)                                   | Daniel Hodge                               | 31 decembrie 2012 |
| Saba                                      | Țările de Jos · [Municipalitate specială (entitate publlică caraibiană) în cadrul statului Țările de Jos]  | Monarhi ai Țărilor de Jos (succesivi)                                             | Willem-Alexander (rege)                    | 30 aprilie 2013   |
| Saba                                      | Țările de Jos · [Municipalitate specială (entitate publlică caraibiană) în cadrul statului Țările de Jos]  | Monarhi ai Țărilor de Jos (succesivi)                                             | Beatrix (regină)                           | 30 aprilie 1980   |
| Saba                                      | Țările de Jos · [Municipalitate specială (entitate publlică caraibiană) în cadrul statului Țările de Jos]  | Prim-ministru al Țărilor de Jos                                                   | Mark Rutte                                 | 14 octombrie 2010 |
| Saba                                      | Țările de Jos · [Municipalitate specială (entitate publlică caraibiană) în cadrul statului Țările de Jos]  | Reprezentant național pentru entitățile publice Bonaire, Saba și Sfântul Eustatie | Wilbert Stolte                             | 1 mai 2011        |
| Saba                                      | Țările de Jos · [Municipalitate specială (entitate publlică caraibiană) în cadrul statului Țările de Jos]  | Locotenent guvernator (gezaghebber)                                               | Jonathan G.A. Johnson                      | 2 iulie 2008      |
| Sfântul Eustatie (Sint Eustatius)         | Țările de Jos · [Municipalitate specială (entitate publlică caraibiană) în cadrul statului Țările de Jos]  | Monarhi ai Țărilor de Jos (succesivi)                                             | Willem-Alexander (rege)                    | 30 aprilie 2013   |
| Sfântul Eustatie (Sint Eustatius)         | Țările de Jos · [Municipalitate specială (entitate publlică caraibiană) în cadrul statului Țările de Jos]  | Monarhi ai Țărilor de Jos (succesivi)                                             | Beatrix (regină)                           | 30 aprilie 1980   |
| Sfântul Eustatie (Sint Eustatius)         | Țările de Jos · [Municipalitate specială (entitate publlică caraibiană) în cadrul statului Țările de Jos]  | Prim-ministru al Țărilor de Jos                                                   | Mark Rutte                                 | 14 octombrie 2010 |
| Sfântul Eustatie (Sint Eustatius)         | Țările de Jos · [Municipalitate specială (entitate publlică caraibiană) în cadrul statului Țările de Jos]  | Reprezentant național pentru entitățile publice Bonaire, Saba și Sfântul Eustatie | Wilbert Stolte                             | 1 mai 2011        |
| Sfântul Eustatie (Sint Eustatius)         | Țările de Jos · [Municipalitate specială (entitate publlică caraibiană) în cadrul statului Țările de Jos]  | Locotenent guvernator (gezaghebber)                                               | Gerald Berkel                              | 1 aprilie 2010    |
| Sfântul Martin [Sint Maarten (Nederland)] | Țările de Jos · (Stat constitutiv al Regatului Țărilor de Jos)                                             | Monarhi ai Țărilor de Jos (succesivi)                                             | Willem-Alexander (rege)                    | 30 aprilie 2013   |
| Sfântul Martin [Sint Maarten (Nederland)] | Țările de Jos · (Stat constitutiv al Regatului Țărilor de Jos)                                             | Monarhi ai Țărilor de Jos (succesivi)                                             | Beatrix (regină)                           | 30 aprilie 1980   |
| Sfântul Martin [Sint Maarten (Nederland)] | Țările de Jos · (Stat constitutiv al Regatului Țărilor de Jos)                                             | Guvernator                                                                        | Eugene Holiday                             | 10 octombrie 2010 |
| Sfântul Martin [Sint Maarten (Nederland)] | Țările de Jos · (Stat constitutiv al Regatului Țărilor de Jos)                                             | Prim-ministru (ministru președinte)                                               | Sarah Wescot-Williams                      | 10 octombrie 2010 |

## Alte teritorii nesuverane
| Teritoriu                                              | Suveranitate și statut                                                           | Funcția                                                                                             | Numele                                         | Începând cu                          |
| ------------------------------------------------------ | -------------------------------------------------------------------------------- | --------------------------------------------------------------------------------------------------- | ---------------------------------------------- | ------------------------------------ |
| Adjaria (Acaristan)                                    | Georgia · (Republică autonomă)                                                   | Președinți al Georgiei (succesivi)                                                                  | Giorgi Margvelashvili                          | 17 noiembrie 2013                    |
| Adjaria (Acaristan)                                    | Georgia · (Republică autonomă)                                                   | Președinți al Georgiei (succesivi)                                                                  | Miheil Saakașvili                              | 20 ianuarie 2008                     |
| Adjaria (Acaristan)                                    | Georgia · (Republică autonomă)                                                   | Președinte al Consiliului Suprem                                                                    | Avtandil Beridze                               | 28 octombrie 2012                    |
| Adjaria (Acaristan)                                    | Georgia · (Republică autonomă)                                                   | Președinte al Guvernului                                                                            | Archil Khabadze                                | 30 octombrie 2012                    |
| Alo                                                    | Wallis și Futuna (Regat tradițional)                                             | Administratori superiori ai Wallis și Futuna (succesivi)                                            | Michel Aubouin                                 | 30 martie 2013                       |
| Alo                                                    | Wallis și Futuna (Regat tradițional)                                             | Administratori superiori ai Wallis și Futuna (succesivi)                                            | Michel Jeanjean                                | 12 iulie 2010                        |
| Alo                                                    | Wallis și Futuna (Regat tradițional)                                             | Rege (Tu`i Agaifo)                                                                                  | funcție vacantă                                | 22 ianuarie 2010                     |
| Alo                                                    | Wallis și Futuna (Regat tradițional)                                             | Prim-ministru (Tiafo)                                                                               | Atonio Tuiseka                                 | 2008 ?                               |
| Antarctica                                             | Statele semnatare ale Tratatului Antarcticii (Teritoriu cu statut intrenational) | Secretar Executiv al Secretariatului Tratatului Antarctic                                           | Manfred Reinke (Germania)                      | 1 septembrie 2009                    |
| Antarctica Argentiniană                                | Argentina · (Teritoriu revendicat)                                               | Președinți ai Națiunii Argentiniene                                                                 | Amado Boudou , (interimar)                     | 8 octombrie 2013 - 18 noiembrie 2013 |
| Antarctica Argentiniană                                | Argentina · (Teritoriu revendicat)                                               | Președinți ai Națiunii Argentiniene                                                                 | Cristina Fernández de Kirchner                 | 10 decembrie 2007                    |
| Antarctica Argentiniană                                | Argentina · (Teritoriu revendicat)                                               | Guvernatoare a provinciei argentiniene Tierra del Fuego, Antarctica și Insulele Atlanticului de Sud | Fabiana Rios                                   | 10 decembrie 2007                    |
| Antarctica Braziliană                                  | Brazilia · (Teritoriu revendicat informal)                                       | Președintă a Republicii Federale Brazilia                                                           | Dilma Rousseff                                 | 1 ianuarie 2011                      |
| Antarctica Braziliană                                  | Brazilia · (Teritoriu revendicat informal)                                       | Coordonator al Comisiei Interministeriale Braziliene pentru Resurse Maritime                        | Julio Soares de Moura Neto                     | 1 martie 2007                        |
| Antarctica Chiliană                                    | Chile · (Teritoriu revendicat)                                                   | Președinte al Republicii Chile                                                                      | Sebastián Piñera                               | 11 martie 2010                       |
| Antarctica Chiliană                                    | Chile · (Teritoriu revendicat)                                                   | Guvernator al provinciei Antartica Chileană                                                         | Nelson Cárcamo Barrera                         | 16 martie 2010                       |
| Athos, Statul Teocratic al Sfîntului Munte             | Grecia · (Republică monastică autonomă)                                          | Șefi ai statului (succesivi)                                                                        | Evangelos Venizelos                            | 25 iunie 2013                        |
| Athos, Statul Teocratic al Sfîntului Munte             | Grecia · (Republică monastică autonomă)                                          | Șefi ai statului (succesivi)                                                                        | Dimítris Avramópoulos                          | 21 iunie 2012                        |
| Athos, Statul Teocratic al Sfîntului Munte             | Grecia · (Republică monastică autonomă)                                          | Administrator laic                                                                                  | Aristos Kasmiroglou                            | 31 mai 2010                          |
| Athos, Statul Teocratic al Sfîntului Munte             | Grecia · (Republică monastică autonomă)                                          | Lider spiritual                                                                                     | Bartolomeu I                                   | 22 octombrie 1991                    |
| Athos, Statul Teocratic al Sfîntului Munte             | Grecia · (Republică monastică autonomă)                                          | Protoi (succesivi)                                                                                  | geron ieromonah Stefanos (Mănăstirea Hilandar) | 14 iunie 2013                        |
| Athos, Statul Teocratic al Sfîntului Munte             | Grecia · (Republică monastică autonomă)                                          | Protoi (succesivi)                                                                                  | geron Maximos (Mănăstirea Iviru)               | 14 iunie 2012                        |
| Azore, Insulele                                        | Portugalia · (Regiune autonomă)                                                  | Președinte al Republicii Portugheze                                                                 | Aníbal Cavaco Silva                            | 9 martie 2006                        |
| Azore, Insulele                                        | Portugalia · (Regiune autonomă)                                                  | Reprezentant al Republicii Portugheze                                                               | Pedro Manuel dos Reis Alves Catarino           | 11 aprilie 2011                      |
| Azore, Insulele                                        | Portugalia · (Regiune autonomă)                                                  | Președinte al Guvernului                                                                            | Vasco Cordeiro                                 | 6 noiembrie 2012                     |
| Åland, Insulele (sau Insulele Aaland)                  | Finlanda · (Regiune autonomă)                                                    | Președinte al Republicii Finlanda                                                                   | Sauli Niinistö                                 | 1 martie 2012                        |
| Åland, Insulele (sau Insulele Aaland)                  | Finlanda · (Regiune autonomă)                                                    | Guvernator (Landshövding)                                                                           | Peter Lindbäck                                 | 5 martie 1999                        |
| Åland, Insulele (sau Insulele Aaland)                  | Finlanda · (Regiune autonomă)                                                    | Prim-ministru (lantråd)                                                                             | Camilla Gunell                                 | 25 noiembrie 2011                    |
| Badahșanul de Munte (sau Gorno Badahșan, GBAO)         | Tadjikistan · (Regiune autonomă)                                                 | Președinte al Republicii Tadjikistan                                                                | Emomali Rahmon                                 | 19 noiembrie 1992                    |
| Badahșanul de Munte (sau Gorno Badahșan, GBAO)         | Tadjikistan · (Regiune autonomă)                                                 | Președinți ai Hukumat (succesivi)                                                                   | Shodikhon Jamshedov                            | 19 noiembrie 2013                    |
| Badahșanul de Munte (sau Gorno Badahșan, GBAO)         | Tadjikistan · (Regiune autonomă)                                                 | Președinți ai Hukumat (succesivi)                                                                   | Kadyr Kasymov                                  | 25 noiembrie 2006                    |
| Bajo Nuevo, Bancul (sau Insula Petrel)                 | Columbia · (Insulǎ nelocuitǎ)                                                    | Președinte al Republicii Columbia                                                                   | Juan Manuel Santos                             | 7 august 2010                        |
| Bajo Nuevo, Bancul (sau Insula Petrel)                 | Columbia · (Insulǎ nelocuitǎ)                                                    | Guvernator al departamentului San Andrés y Providencia                                              | Aury Socorro Guerrero Bowie                    | 1 ianuarie 2012                      |
| Barbuda                                                | Antigua și Barbuda · (Depedență autonomă)                                        | Regină a Antiguei și Barbudei                                                                       | Elisabeta a II-a                               | 1 noiembrie 1981                     |
| Barbuda                                                | Antigua și Barbuda · (Depedență autonomă)                                        | Guvernatoare generală a Antiguei și Barbudei                                                        | dame Louise Lake-Tack                          | 17 iulie 2007                        |
| Barbuda                                                | Antigua și Barbuda · (Depedență autonomă)                                        | Președinți ai Consiliului Barbudei (succesivi)                                                      | Arthur Manoah Nibbs                            | mai 2013                             |
| Barbuda                                                | Antigua și Barbuda · (Depedență autonomă)                                        | Președinți ai Consiliului Barbudei (succesivi)                                                      | Kelvin Punter                                  |                                      |
| Bougainville, Insulele                                 | Papua Noua Guinee · (Regiune autonomă)                                           | Regină a Papua Noua Guinee                                                                          | Elisabeta a II-a                               | 16 septembrie 1971                   |
| Bougainville, Insulele                                 | Papua Noua Guinee · (Regiune autonomă)                                           | Guvernator general al Papua-Noua Guinee                                                             | sir Michael Ogio ,                             | 20 decembrie 2010                    |
| Bougainville, Insulele                                 | Papua Noua Guinee · (Regiune autonomă)                                           | Președinte                                                                                          | John Momis                                     | 10 ianuarie 2010                     |
| Canare, Insulele                                       | Spania · (Comunitate autonomă a Spaniei)                                         | Rege al Spaniei                                                                                     | Juan Carlos I                                  | 22 noiembrie 1975                    |
| Canare, Insulele                                       | Spania · (Comunitate autonomă a Spaniei)                                         | Delegată a Guvernului spaniol                                                                       | María del Carmen Hernández Bentoz              | 31 decembrie 2011                    |
| Canare, Insulele                                       | Spania · (Comunitate autonomă a Spaniei)                                         | Președinte al Guvernului                                                                            | Paulino Rivero                                 | 13 iulie 2007                        |
| Carriacou și Petite Martinique                         | Grenada · (Dependență de jure autonomă)                                          | Regină a Grenadei                                                                                   | Elisabeta a II-a                               | 7 februarie 1974                     |
| Carriacou și Petite Martinique                         | Grenada · (Dependență de jure autonomă)                                          | Guvernatori generali ai Grenadei (succesivi)                                                        | dame Cécile La Grenade                         | 7 aprilie 2013                       |
| Carriacou și Petite Martinique                         | Grenada · (Dependență de jure autonomă)                                          | Guvernatori generali ai Grenadei (succesivi)                                                        | Lawrence Joseph (interimar)                    | 3 mai 2008                           |
| Carriacou și Petite Martinique                         | Grenada · (Dependență de jure autonomă)                                          | Guvernatori generali ai Grenadei (succesivi)                                                        | sir Carlyle Glean                              | 27 noiembrie 2008                    |
| Carriacou și Petite Martinique                         | Grenada · (Dependență de jure autonomă)                                          | Miniștrii însărcinați cu Carriacou și Petite Martinique (succesivi)                                 | Elvin Nimrod                                   | 3 martie 2013                        |
| Carriacou și Petite Martinique                         | Grenada · (Dependență de jure autonomă)                                          | Miniștrii însărcinați cu Carriacou și Petite Martinique (succesivi)                                 | George Prime                                   | 9 iulie 2008                         |
| Ceuta                                                  | Spania · (Oraș autonom al Spaniei)                                               | Rege al Spaniei                                                                                     | Juan Carlos I                                  | 22 noiembrie 1975                    |
| Ceuta                                                  | Spania · (Oraș autonom al Spaniei)                                               | Delegat al Guvernului spaniol                                                                       | Francisco Antonio González Pérez               | 31 decembrie 2011                    |
| Ceuta                                                  | Spania · (Oraș autonom al Spaniei)                                               | Primar președinte                                                                                   | Juan Jesús Vivas Lara                          | 7 februarie 2001                     |
| Crimeea                                                | Ucraina · (Republică autonomă)                                                   | Președinte al Republicii Ucraina                                                                    | Viktor Ianukovici                              | 25 februarie 2010                    |
| Crimeea                                                | Ucraina · (Republică autonomă)                                                   | Reprezentant al președintelui Ucrainei                                                              | Viktor Plakida ,                               | 8 iunie 2011                         |
| Crimeea                                                | Ucraina · (Republică autonomă)                                                   | Președinte al Consiliului Suprem                                                                    | Volodymyr Konstantynov                         | 17 martie 2010                       |
| Crimeea                                                | Ucraina · (Republică autonomă)                                                   | Prim-ministru                                                                                       | Anatolii Mogilev                               | 11 noiembrie 2011                    |
| Feroe, Insulele (sau Insulele Færøerne)                | Danemarca · (Regiune autonomă)                                                   | Regină a Danemarcei                                                                                 | Margareta a II-a                               | 14 ianuarie 1972                     |
| Feroe, Insulele (sau Insulele Færøerne)                | Danemarca · (Regiune autonomă)                                                   | Înalt comisar (Rigsombudsmand)                                                                      | Dan M. Knudsen                                 | 1 ianuarie 2008                      |
| Feroe, Insulele (sau Insulele Færøerne)                | Danemarca · (Regiune autonomă)                                                   | Prim-ministru (Løgmað)                                                                              | Kaj Leo Johannesen                             | 26 septembrie 2008                   |
| Galapagos, Insulele (sau Arhipelagul Colón)            | Ecuador · (Provincie)                                                            | Președinți ai Republicii Ecuador                                                                    | Lenín Moreno (interimar)                       | 15 ianuarie 2013 -18 februarie 2013  |
| Galapagos, Insulele (sau Arhipelagul Colón)            | Ecuador · (Provincie)                                                            | Președinți ai Republicii Ecuador                                                                    | Rafael Correa                                  | 15 ianuarie 2007                     |
| Galapagos, Insulele (sau Arhipelagul Colón)            | Ecuador · (Provincie)                                                            | Guvernator                                                                                          | Jorge Alfredo Torres Pallo                     | 18 septembrie 2008                   |
| Galapagos, Insulele (sau Arhipelagul Colón)            | Ecuador · (Provincie)                                                            | Președinți ai Consiliului de Guvernare cu Regim Special (succesivi)                                 | María Isabel Salvador Crespo                   | august 2013                          |
| Galapagos, Insulele (sau Arhipelagul Colón)            | Ecuador · (Provincie)                                                            | Președinți ai Consiliului de Guvernare cu Regim Special (succesivi)                                 | Jorge Alfredo Torres Pallo ,                   | 11 octombrie 2011                    |
| Galmudug                                               | Somalia · (Stat autonom în cadrul Somaliei)                                      | Președinte al Repubicii Federale Somalia                                                            | Hassan Sheikh Mohamoud                         | 10 septembrie 2012                   |
| Galmudug                                               | Somalia · (Stat autonom în cadrul Somaliei)                                      | Președinte                                                                                          | Abdi Hasan Awale                               | 14 august 2012                       |
| Găgăuzia (sau Gagauz Yeri)                             | Moldova, Republica (District autonom)                                            | Președinte al Republicii Moldova                                                                    | Nicolae Timofti                                | 23 martie 2012                       |
| Găgăuzia (sau Gagauz Yeri)                             | Moldova, Republica (District autonom)                                            | Guvernator (bașkan)                                                                                 | Mihail Formuzal                                | 29 decembrie 2006                    |
| Gilgit-Baltistan                                       | Pakistan · (Provincie autonomâ)                                                  | Președinți ai Republicii Pakistan (succesivi)                                                       | Mamnoon Hussain                                | 9 septembrie 2013                    |
| Gilgit-Baltistan                                       | Pakistan · (Provincie autonomâ)                                                  | Președinți ai Republicii Pakistan (succesivi)                                                       | Asif Ali Zardari                               | 9 septembrie 2008                    |
| Gilgit-Baltistan                                       | Pakistan · (Provincie autonomâ)                                                  | Guvernator                                                                                          | Karam Ali Shah                                 | 26 ianuarie 2011                     |
| Gilgit-Baltistan                                       | Pakistan · (Provincie autonomâ)                                                  | Ministru Șef                                                                                        | Syed Mehdi Shah                                | 12 decembrie 2009                    |
| Groenlanda                                             | Danemarca · (Regiune autonomă)                                                   | Regină a Danemarcei                                                                                 | Margareta a II-a                               | 14 ianuarie 972                      |
| Groenlanda                                             | Danemarca · (Regiune autonomă)                                                   | Înalt comisar (Rigsombudsmandur)                                                                    | Mikaela Engell                                 | 1 aprilie 2011                       |
| Groenlanda                                             | Danemarca · (Regiune autonomă)                                                   | Premieri (conducători ai Guvernului Landsstyreformanden) (succesivi)                                | Aleqa Hammond                                  | 5 aprilie 2013                       |
| Groenlanda                                             | Danemarca · (Regiune autonomă)                                                   | Premieri (conducători ai Guvernului Landsstyreformanden) (succesivi)                                | Kuupik Kleist                                  | 12 iunie 2009                        |
| Hong Kong (sau Xianggang)                              | China (Regiune administrativă specială)                                          | Președinți ai Republicii Populare Chineze (succesivi)                                               | Xi Jinping                                     | 14 martie 2013                       |
| Hong Kong (sau Xianggang)                              | China (Regiune administrativă specială)                                          | Președinți ai Republicii Populare Chineze (succesivi)                                               | Hu Jintao                                      | 15 martie 2003                       |
| Hong Kong (sau Xianggang)                              | China (Regiune administrativă specială)                                          | Șef al executivului                                                                                 | Leung Chun-ying                                | 1 iulie 2012                         |
| Karakalpakstan                                         | Uzbekistan · (Republică autonomă)                                                | Președinte al Republicii Uzbekistan                                                                 | Islam Karimov                                  | 24 martie 1990                       |
| Karakalpakstan                                         | Uzbekistan · (Republică autonomă)                                                | Președinte al Jokargy Kenes                                                                         | Musa Yerniyazov                                | 2 mai 2002                           |
| Karakalpakstan                                         | Uzbekistan · (Republică autonomă)                                                | Președinte al Consiliului de Miniștri                                                               | Bakhodir Yangiboyev                            | 3 martie 2006                        |
| Kurdistanul Irackian                                   | Irak · (Regiune autonomă)                                                        | Președinte al Republicii Irak                                                                       | Jalal Talabani                                 | 7 aprilie 2005                       |
| Kurdistanul Irackian                                   | Irak · (Regiune autonomă)                                                        | Președinte                                                                                          | Massoud Barzani ,                              | 14 iunie 2005                        |
| Kurdistanul Irackian                                   | Irak · (Regiune autonomă)                                                        | Prim-ministru                                                                                       | Nechervan Barzani ,                            | 7 martie 2012                        |
| Macao (sau Àomén)                                      | China (Regiune administrativă specială)                                          | Președinți ai Republicii Populare Chineze (succesivi)                                               | Xi Jinping                                     | 14 martie 2013                       |
| Macao (sau Àomén)                                      | China (Regiune administrativă specială)                                          | Președinți ai Republicii Populare Chineze (succesivi)                                               | Hu Jintao                                      | 15 martie 2003                       |
| Macao (sau Àomén)                                      | China (Regiune administrativă specială)                                          | Șef al executivului                                                                                 | Fernando Chui Sai On                           | 20 decembrie 2009                    |
| Madeira, Insulele                                      | Portugalia · (Regiune autonomă)                                                  | Președinte al Republicii Portugheze                                                                 | Aníbal Cavaco Silva                            | 9 martie 2006                        |
| Madeira, Insulele                                      | Portugalia · (Regiune autonomă)                                                  | Reprezentant al Republicii Portugheze                                                               | Irineu Cabral Barreto                          | 11 aprilie 2011                      |
| Madeira, Insulele                                      | Portugalia · (Regiune autonomă)                                                  | Președinte al Guvernului                                                                            | Alberto João Jardim                            | 17 martie 1978                       |
| Melilla                                                | Spania · (Oraș autonom al Spaniei)                                               | Rege al Spaniei                                                                                     | Juan Carlos I                                  | 22 noiembrie 1975                    |
| Melilla                                                | Spania · (Oraș autonom al Spaniei)                                               | Delegat al Guvernului spaniol                                                                       | Abdelmalik El Barkani Abdelkader,              | 31 decembrie 2011                    |
| Melilla                                                | Spania · (Oraș autonom al Spaniei)                                               | Primar președinte                                                                                   | Juan José Imbroda Ortiz                        | 19 iulie 2000                        |
| Mindanao musulman                                      | Filipine · (Regiune autonomă)                                                    | Președinte al Republicii Filipine                                                                   | Benigno Aquino III                             | 30 iunie 2010                        |
| Mindanao musulman                                      | Filipine · (Regiune autonomă)                                                    | Guvernator                                                                                          | Mujiv Hataman                                  | 22 decembrie 2011                    |
| Nahicivan                                              | Azerbaidjan · (Republică autonomă)                                               | Președinte al Republicii Azerbaidjan                                                                | Ilham Aliyev ,                                 | 15 octombrie 2003                    |
| Nahicivan                                              | Azerbaidjan · (Republică autonomă)                                               | Președinte al Consiliului Suprem                                                                    | Vasif Talıbov                                  | 16 decembrie 1995                    |
| Nahicivan                                              | Azerbaidjan · (Republică autonomă)                                               | Prim-ministru                                                                                       | Alovsat Bakhshiyev                             | 2000                                 |
| Nevis, Insula                                          | Sfântul Cristofor și Nevis · (Insulă autonomă)                                   | Regină a Sfântului Cristofor și Nevisului                                                           | Elisabeta a II-a                               | 19 septembrie 1979                   |
| Nevis, Insula                                          | Sfântul Cristofor și Nevis · (Insulă autonomă)                                   | Guvernatori generali ai Sfântului Cristofor și Nevisului (succesivi)                                | sir Edmund Lawrence                            | 2 ianuarie 2013                      |
| Nevis, Insula                                          | Sfântul Cristofor și Nevis · (Insulă autonomă)                                   | Guvernatori generali ai Sfântului Cristofor și Nevisului (succesivi)                                | Cuthbert Sebastian                             | 1 ianuarie 1996                      |
| Nevis, Insula                                          | Sfântul Cristofor și Nevis · (Insulă autonomă)                                   | Viceguvernator general                                                                              | Eustace John                                   | 15 ianuarie 1994                     |
| Nevis, Insula                                          | Sfântul Cristofor și Nevis · (Insulă autonomă)                                   | Prim-miniștri (succesivi)                                                                           | Vance Amory                                    | 13 ianuarie 2013                     |
| Nevis, Insula                                          | Sfântul Cristofor și Nevis · (Insulă autonomă)                                   | Prim-miniștri (succesivi)                                                                           | Joseph Parry                                   | 11 iulie 2006                        |
| Paștelui, Insula                                       | Chile · (Provincie)                                                              | Președinte al Republicii Chile                                                                      | Sebastián Piñera                               | 11 martie 2010                       |
| Paștelui, Insula                                       | Chile · (Provincie)                                                              | Guvernator                                                                                          | Carmen Cardinali Paoa                          | 6 septembrie 2010                    |
| Paștelui, Insula                                       | Chile · (Provincie)                                                              | Primar                                                                                              | Pedro Edmunds Paoa                             | noiembrie 2012                       |
| Principe, Insula                                       | São Tomé și Príncipe · (Provincie cu autoguvernare)                              | Președinte al Republicii Sao Tome și Principe                                                       | Manuel Pinto da Costa                          | 3 septembrie 2011                    |
| Principe, Insula                                       | São Tomé și Príncipe · (Provincie cu autoguvernare)                              | Președinte al guvernului regional                                                                   | José Cardoso Cassandra                         | 5 octombrie 2006                     |
| Prințul Eduard, Insulele                               | Africa de Sud · (Insule izolate și nelocuite atașate orașului Cape Town)         | Președinte al Republicii Africa de Sud                                                              | Jacob Zuma                                     | 9 mai 2009                           |
| Prințul Eduard, Insulele                               | Africa de Sud · (Insule izolate și nelocuite atașate orașului Cape Town)         | Primar al orașului Cape Town                                                                        | Patricia de Lille                              | 1 iunie 2011                         |
| Prințul Eduard, Insulele                               | Africa de Sud · (Insule izolate și nelocuite atașate orașului Cape Town)         | Director de Asistență pentru Oceanul de Sud și Antarctica                                           | Nishendra Devanunthan                          | 1 iulie 2013                         |
| Prințul Eduard, Insulele                               | Africa de Sud · (Insule izolate și nelocuite atașate orașului Cape Town)         | Director al Biroului Antarcticii și Insulelor                                                       | funcție înlocuită                              | 1 iulie 2013                         |
| Prințul Eduard, Insulele                               | Africa de Sud · (Insule izolate și nelocuite atașate orașului Cape Town)         | Director al Biroului Antarcticii și Insulelor                                                       | Henry Valentine                                | 2000                                 |
| Puntland                                               | Somalia · (Stat autonom în cadrul Somaliei)                                      | Președinte al Republicii Federale Somaliea                                                          | Hassan Sheikh Mohamoud                         | 10 septembrie 2012                   |
| Puntland                                               | Somalia · (Stat autonom în cadrul Somaliei)                                      | Președinte                                                                                          | Abdirahman Mohamud „Farole"                    | 11 ianuarie 2009                     |
| Rodrigues, Insula                                      | Mauritius · (Insulă autonomă)                                                    | Președinte al Republicii Mauritius                                                                  | Rajkeswur Purryag                              | 21 iulie 2012                        |
| Rodrigues, Insula                                      | Mauritius · (Insulă autonomă)                                                    | Comisar Șef                                                                                         | Louis Serge Clair                              | 11 februarie 2012                    |
| Rodrigues, Insula                                      | Mauritius · (Insulă autonomă)                                                    | Director General                                                                                    | Jacques Davis Hee Hong Wye                     | 13 februarie 2012                    |
| Rosalind, Bancul (sau Bancul Rosalinda sau Rosa Linda) | Columbia · (Atol submers nelocuit)                                               | Președinte al Republicii Columbia                                                                   | Juan Manuel Santos                             | 7 august 2010                        |
| Rosalind, Bancul (sau Bancul Rosalinda sau Rosa Linda) | Columbia · (Atol submers nelocuit)                                               | Guvernator al departamentului San Andrés y Providencia                                              | Aury Socorro Guerrero Bowie                    | 1 ianuarie 2012                      |
| Serranilla, Bancul                                     | Columbia · (Insulǎ nelocuitǎ)                                                    | Președinte al Republicii Columbia                                                                   | Juan Manuel Santos                             | 7 august 2010                        |
| Serranilla, Bancul                                     | Columbia · (Insulǎ nelocuitǎ)                                                    | Guvernator al departamentului San Andrés y Providencia                                              | Aury Socorro Guerrero Bowie                    | 1 ianuarie 2012                      |
| Sigavé                                                 | Wallis și Futuna (Regat tradițional)                                             | Administratori superiori ai Wallis și Futuna (succesivi)                                            | Michel Aubouin                                 | 30 martie 2013                       |
| Sigavé                                                 | Wallis și Futuna (Regat tradițional)                                             | Administratori superiori ai Wallis și Futuna (succesivi)                                            | Michel Jeanjean                                | 12 iulie 2010                        |
| Sigavé                                                 | Wallis și Futuna (Regat tradițional)                                             | Rege (Sau)                                                                                          | Polikalepo Kolivai                             | 1 iulie 2010                         |
| Sigavé                                                 | Wallis și Futuna (Regat tradițional)                                             | Prim-ministru (Kaifakaului)                                                                         | Lusiano Soko                                   | 2006 ?                               |
| Tobago, Insula                                         | Trinidad și Tobago (Regiune autonomă)                                            | Președinți ai Republicii Trinidad și Tobago (succesivi)                                             | Anthony Carmona                                | 18 martie 2013                       |
| Tobago, Insula                                         | Trinidad și Tobago (Regiune autonomă)                                            | Președinți ai Republicii Trinidad și Tobago (succesivi)                                             | George Maxwell Richards                        | 17 martie 2003                       |
| Tobago, Insula                                         | Trinidad și Tobago (Regiune autonomă)                                            | Secretar șef al Camerii Adunării                                                                    | Orville London                                 | 29 ianuarie 2001                     |
| Uvea                                                   | Wallis și Futuna (Regat tradițional)                                             | Administratori superiori ai Wallis și Futuna (succesivi)                                            | Michel Aubouin                                 | 30 martie 2013                       |
| Uvea                                                   | Wallis și Futuna (Regat tradițional)                                             | Administratori superiori ai Wallis și Futuna (succesivi)                                            | Michel Jeanjean                                | 12 iulie 2010                        |
| Uvea                                                   | Wallis și Futuna (Regat tradițional)                                             | Rege (Lavelua)                                                                                      | Kapeliele „Gabriel" Faupala                    | 25 iulie 2008                        |
| Uvea                                                   | Wallis și Futuna (Regat tradițional)                                             | Prim-ministru (Kalae Kivalu)                                                                        | Setefano Hanisi                                | 12 noiembrie 2011                    |
| Voivodina                                              | Serbia · (Provincie autonomă)                                                    | Președinte al Republicii Serbia                                                                     | Tomislav Nikolić                               | 31 mai 2012                          |
| Voivodina                                              | Serbia · (Provincie autonomă)                                                    | Președinte al Adunǎrii                                                                              | Ištvan Pastor                                  | 22 iunie 2012                        |
| Voivodina                                              | Serbia · (Provincie autonomă)                                                    | Președinte al Guvernului                                                                            | Bojan Pajtić                                   | 14 decembrie 2009                    |
| Zanzibar, Arhipelagul                                  | Tanzania · (Entitate administrativă autonomă)                                    | Președinte al Republicii Tanzania                                                                   | Jakaya Mrisho Kikwete                          | 21 decembrie 2005                    |
| Zanzibar, Arhipelagul                                  | Tanzania · (Entitate administrativă autonomă)                                    | Președinte                                                                                          | Ali Mohamed Shein                              | 3 noiembrie 2010                     |

## Teritorii nesuverane neutre sau cu statut contestat
| Teritoriu         | Suveranitate și statut |
| ----------------- | --- |
| Paracel, Insulele | Arhipelag ocupat de facto Republica Populară Chineză. Revendicat de Taiwan și de Vietnam. |
| Spratly, Insulele | Arhipelag revendicat integral de Republica Populară Chineză, Taiwan și Vietnam. Porțiuni revendicate de Filipine și Malaezia. Brunei revendică o zonă de pescuit care se suprapune peste insulele de sud dar nu a formulat revendicări formale. 45 de insule sunt ocupate de mici forțe militare ale Republicii Populare Chineze, Taiwanului, Filipinelor și Malaeziei. |
| Țara Marie Byrd   | Teritoriu nerevendicat, considerat ca aparținând Statelor Unite ale Americii, deși nu există o revendicare formală. |

## Guverne în exil și / sau alterantive
| Entitate                                                            | Suveranitate recunoscută Internațional În concurență cu (Statut) | Funcția                                                                            | Numele | Începând cu        |
| ------------------------------------------------------------------- | --- | ---------------------------------------------------------------------------------- | --- | ------------------ |
| Republica Autonemă Abhazia (vezi și : §2)                           | Georgia · Guvernul Republicii independente Abhazia · (Guvernul Republicii Autoneme Abhazia) | Președinte al Consliului Suprem                                                    | Elguja Gvazava                                                                                                   | 20 martie 2009     |
| Republica Autonemă Abhazia (vezi și : §2)                           | Georgia · Guvernul Republicii independente Abhazia · (Guvernul Republicii Autoneme Abhazia) | Președinți ai Guvernului (succesivi)                                               | Vakhtang Kolbaia (interimar)                                                                                     | 7 aprilie 2013     |
| Republica Autonemă Abhazia (vezi și : §2)                           | Georgia · Guvernul Republicii independente Abhazia · (Guvernul Republicii Autoneme Abhazia) | Președinți ai Guvernului (succesivi)                                               | Giorgi Baramia                                                                                                   | 19 iunie 2009      |
| Awdalland                                                           | Somalia · Guvernul Republicii Somalia · Somaliland · (Guvernul statului autonom Awdalland) | Președinte                                                                         | Rashiid Awnur Hersi                                                                                              | 15 februarie 2012  |
| Azania                                                              | Somalia · Guvernul Republicii Somalia · (Guvernul statului autonom Azania) | stat dizolvat și ȋnlocuit cu Jubaland (restaurat)                                  | | 15 mai 2013        |
| Azania                                                              | Somalia · Guvernul Republicii Somalia · (Guvernul statului autonom Azania) | Președinte                                                                         | Abdi Mohamed „Gandhi"                                                                                            | 3 aprilie 2011     |
| Republica Populară Belarus                                          | Belarus Guvernul Republicii Belarus (Guvernul Republicii Populare Belarus) | Președintă a Radei                                                                 | Ivonka Survilla                                                                                                  | 1997               |
| Emiratul Caucaz                                                     | Rusia · Guvernul Federației Ruse · Administrațiile unor diviziuni administrative ale Federației Ruse · (Entitatea Emiratul Caucaz)                                                                                          | Emir                                                                               | Dokou Oumarov | 11 octombrie 2007  |
| Cirenaica                                                           | Libia · Guvernul provizoriu al Libiei · Administrațiile unor districte ale Libiei · (Consiliul Cirenaicei și Biroul politic al Cirenaicei)                                                                                  | Șefi ai regiunii (în concurență)                                                   | Ibrahim Jadhran [șef al Biroului politic al Cirenaicei (BPC)] (corevendicator începând cu din 24 octombrie 2013) | 24 octombrie 2013  |
| Cirenaica                                                           | Libia · Guvernul provizoriu al Libiei · Administrațiile unor districte ale Libiei · (Consiliul Cirenaicei și Biroul politic al Cirenaicei)                                                                                  | Șefi ai regiunii (în concurență)                                                   | Ahmed al-Senussi (șef al Consiliului Cirenaicei) (corevendicator începând cu din 24 octombrie 2013)              | 6 martie 2012      |
| Cirenaica                                                           | Libia · Guvernul provizoriu al Libiei · Administrațiile unor districte ale Libiei · (Consiliul Cirenaicei și Biroul politic al Cirenaicei)                                                                                  | Prim-ministru                                                                      | Abd-Rabbo al-Baraasi                                                                                             | 3 noiembrie 2013   |
| Guvernul Alternativ al Estoniei                                     | Estonia · Guvernul Republicii Estonia · (Guvern succesor al guvernului în exil din timpul ocupației sovietice) | Președinte                                                                         | Kalev Ots | 28 noiembrie 2003  |
| Guvernul Alternativ al Estoniei                                     | Estonia · Guvernul Republicii Estonia · (Guvern succesor al guvernului în exil din timpul ocupației sovietice) | Prim-ministru                                                                      | Ahti Mänd (prim-ministru adjunct)                                                                                | 7 decembrie 2003   |
| Fezzan                                                              | Libia · Guvernul provizoriu al Libiei · Administrațiile unor districte ale Libiei · (Adminisrație autonomǎ autopeoclamatǎ)                                                                                                  | Președinte al regiunii                                                             | Nuri Muhammad al-Qouizi                                                                                          | 26 septembrie 2013 |
| Gaza, Fȃșia (vezi și : §6)                                          | Autoritatea Națională Palestiniană Guvernul Autoritǎții Naționale Palestiniene (Guvern alternativ al Hamas ȋn Fâșia Gaza)                                                                                                   | Președinte                                                                         | Abdel Aziz Doweik , (interimar) (corevendicator începând cu 15 ianuarie 2009)                                    | 15 ianuarie 2009   |
| Gaza, Fȃșia (vezi și : §6)                                          | Autoritatea Națională Palestiniană Guvernul Autoritǎții Naționale Palestiniene (Guvern alternativ al Hamas ȋn Fâșia Gaza)                                                                                                   | Prim-ministru                                                                      | Ismail Haniyeh , (corevendicator începând cu 15 iunie 2007)                                                      | 15 iunie 2007      |
| Himan și Heeb                                                       | Somalia · Guvernul Republicii Somalia · (Guvernul statului autonom Himan și Heeb) | Președinți (succesivi)                                                             | Abdullahi Ali Mohamed                                                                                            | 13 iunie 2013      |
| Himan și Heeb                                                       | Somalia · Guvernul Republicii Somalia · (Guvernul statului autonom Himan și Heeb) | Președinți (succesivi)                                                             | Mohamed Abdullahi Aden                                                                                           | 12 iunie 2008      |
| Jubaland                                                            | Somalia · Guvernul Republicii Somalia · (Guvernul statului autonom Jubaland) | Președinte                                                                         | Sheikh Ahmed Mohamed Islam "Madobe"                                                                              | 15 mai 2013        |
| Khatumo                                                             | Somalia · Guvernul Republicii Somalia · Somaliland · Puntland · (Guvernul statului autonom Khatumo) | Copreședinte                                                                       | Mohamed Yusuf Jama "Indhasheel"                                                                                  | 12 ianuarie 2012   |
| Khatumo                                                             | Somalia · Guvernul Republicii Somalia · Somaliland · Puntland · (Guvernul statului autonom Khatumo) | Copreședinte                                                                       | funcție desfiinîată                                                                                              | 2013               |
| Khatumo                                                             | Somalia · Guvernul Republicii Somalia · Somaliland · Puntland · (Guvernul statului autonom Khatumo) | Copreședinte                                                                       | Ahmed Ilmi Osman "Karash"                                                                                        | 12 ianuarie 2012   |
| Khatumo                                                             | Somalia · Guvernul Republicii Somalia · Somaliland · Puntland · (Guvernul statului autonom Khatumo) | Copreședinte                                                                       | funcție desfiinîată                                                                                              | 2013               |
| Khatumo                                                             | Somalia · Guvernul Republicii Somalia · Somaliland · Puntland · (Guvernul statului autonom Khatumo) | Copreședinte                                                                       | Abdi Nur Ilmi Qaje "Binde"                                                                                       | 12 ianuarie 2012   |
| Kosovo (vezi și : §2)                                               | Kosovo · Guvernul Kosovo · Provincia Autonomă Kosovo și Metohia · (Administrația sȃrbǎ în exil) | Directori ai Biroului pentru Kosovo și Metohia (în guvernul Serbiei) (succesivi)   | Marko Đurić | 2 septembrie 2013  |
| Kosovo (vezi și : §2)                                               | Kosovo · Guvernul Kosovo · Provincia Autonomă Kosovo și Metohia · (Administrația sȃrbǎ în exil) | Directori ai Biroului pentru Kosovo și Metohia (în guvernul Serbiei) (succesivi)   | Aleksandar Vulin                                                                                                 | 27 iulie 2012      |
| Kosovo (vezi și : §2)                                               | Kosovo · Guvernul Kosovo · Provincia Autonomă Kosovo și Metohia · (Administrația sȃrbǎ în exil) | Prefecți ai distrctului Kosovo (succesivi)                                         | Vladeta Kostić                                                                                                   | 4 februarie 2013   |
| Kosovo (vezi și : §2)                                               | Kosovo · Guvernul Kosovo · Provincia Autonomă Kosovo și Metohia · (Administrația sȃrbǎ în exil) | Prefecți ai distrctului Kosovo (succesivi)                                         | Goran Arsić | 13 decembrie 2007  |
| Kosovo (vezi și : §2)                                               | Kosovo · Guvernul Kosovo · Provincia Autonomă Kosovo și Metohia · (Administrația sȃrbǎ în exil) | Prefecți ai distrctului Kosovo-Pomoravlje (succesivi)                              | Srdjan Mitrović                                                                                                  | 4 martie 2013      |
| Kosovo (vezi și : §2)                                               | Kosovo · Guvernul Kosovo · Provincia Autonomă Kosovo și Metohia · (Administrația sȃrbǎ în exil) | Prefecți ai distrctului Kosovo-Pomoravlje (succesivi)                              | Dragan Nikolić                                                                                                   | 2007               |
| Kosovo (vezi și : §2)                                               | Kosovo · Guvernul Kosovo · Provincia Autonomă Kosovo și Metohia · (Administrația sȃrbǎ în exil) | Prefecți ai distrctului Kosovska Mitrovica (succesivi)                             | Vaso Jelić | 21 octombrie 2013  |
| Kosovo (vezi și : §2)                                               | Kosovo · Guvernul Kosovo · Provincia Autonomă Kosovo și Metohia · (Administrația sȃrbǎ în exil) | Prefecți ai distrctului Kosovska Mitrovica (succesivi)                             | Radenko Nedeljković                                                                                              | 13 decembrie 2007  |
| Kosovo (vezi și : §2)                                               | Kosovo · Guvernul Kosovo · Provincia Autonomă Kosovo și Metohia · (Administrația sȃrbǎ în exil) | Prefecți ai distrctului Peć (succesivi)                                            | Vinka Radosavljević                                                                                              | 7 martie 2013      |
| Kosovo (vezi și : §2)                                               | Kosovo · Guvernul Kosovo · Provincia Autonomă Kosovo și Metohia · (Administrația sȃrbǎ în exil) | Prefecți ai distrctului Peć (succesivi)                                            | Stojan Dončić | 11 decembrie 2008  |
| Kosovo (vezi și : §2)                                               | Kosovo · Guvernul Kosovo · Provincia Autonomă Kosovo și Metohia · (Administrația sȃrbǎ în exil) | Prefect al distrctului Prizren                                                     | Jovica Budurić                                                                                                   | 11 decembrie 2008  |
| Kosovo (vezi și : §2)                                               | Kosovo sau Serbia · Guvernul Kosovo sau Administrația sȃrba a Provinciei Autonome Kosovo și Metohia · ( Consiliul Național Sârb al Kosovo și Metohia · Organ politic ales acționȃnd ca reprezenrant al sȃrbilor din Kosovo) | organ politic desființat                                                           | | 2013               |
| Kosovo (vezi și : §2)                                               | Kosovo sau Serbia · Guvernul Kosovo sau Administrația sȃrba a Provinciei Autonome Kosovo și Metohia · ( Consiliul Național Sârb al Kosovo și Metohia · Organ politic ales acționȃnd ca reprezenrant al sȃrbilor din Kosovo) | Președinte al Consiliului                                                          | Dragan Velic | 3 septembrie 2006  |
| Kosovo (vezi și : §2)                                               | Kosovo sau Serbia · Guvernul Kosovo sau Administrația sȃrba a Provinciei Autonome Kosovo și Metohia · ( Consiliul Național Sârb al Kosovo și Metohia · Organ politic ales acționȃnd ca reprezenrant al sȃrbilor din Kosovo) | Președintă a Biroului Executiv al Consiliului                                      | Rada Trajkovic                                                                                                   | 3 septembrie 2006  |
| Kurdistanul de Vest                                                 | Siria · Guvernul Republicii Arabe Siriene · Administrațiile unor guvernorate ale Republicii Arabe Siriene · (Administrația interimarǎ de Tranziție a Kurdistanului de Vest)                                                 | Copreședinți ai Consiliului Popular din Kurdistanul de Vest                        | Ebdelselam Ehmed și Sinem Mihemed                                                                                | noiembrie 2013     |
| Maluku (Insulelor Moluce) de Sud, Republica                         | Indonezia · Guvernul Republicii Indonezia · Administrația provinciei Maluku din cadrul Republicii Indonezia · (Guvernul în exil al Republicii Maluku Selantan)                                                              | Președinte                                                                         | John Wattilete                                                                                                   | 17 aprilie 2010    |
| Entitatea Provizorie Osetia de Sud (vezi și : §2)                   | Georgia · Guvernul Republicii independente Osetia de Sud · (Guvernul Entității Provizorii Osetia de Sud) | Șef al Administrației Provizorii                                                   | Dmitri Sanakoïev                                                                                                 | 10 mai 2007        |
| Guvernul Interimar al Siriei                                        | Siria · Guvernul Republicii Arabe Siriene · (Guvern alternativ al opoziției siriene) | Președinții Coaliției Naționale a Forțelor de Opoziție și a Revoluției (succesivi) | Ahmad Jarba | 6 iulie 2013       |
| Guvernul Interimar al Siriei                                        | Siria · Guvernul Republicii Arabe Siriene · (Guvern alternativ al opoziției siriene) | Președinții Coaliției Naționale a Forțelor de Opoziție și a Revoluției (succesivi) | George Sabra (interimar)                                                                                         | 22 aprilie 2013    |
| Guvernul Interimar al Siriei                                        | Siria · Guvernul Republicii Arabe Siriene · (Guvern alternativ al opoziției siriene) | Președinții Coaliției Naționale a Forțelor de Opoziție și a Revoluției (succesivi) | Mouaz al-Khatib                                                                                                  | 11 noiembrie 2012  |
| Guvernul Interimar al Siriei                                        | Siria · Guvernul Republicii Arabe Siriene · (Guvern alternativ al opoziției siriene) | Prim-miniștri (succesivi)                                                          | Ahmad Saleh Touma (interimar)                                                                                    | 14 septembrie 2013 |
| Guvernul Interimar al Siriei                                        | Siria · Guvernul Republicii Arabe Siriene · (Guvern alternativ al opoziției siriene) | Prim-miniștri (succesivi)                                                          | funcție vacantă                                                                                                  | 8 iulie 2013       |
| Guvernul Interimar al Siriei                                        | Siria · Guvernul Republicii Arabe Siriene · (Guvern alternativ al opoziției siriene) | Prim-miniștri (succesivi)                                                          | Ghassan Hitto (interimar)                                                                                        | 18 martie 2013     |
| Coaliția Națională a Forțelor de Opoziție și a Revoluției din Siria | Siria · Guvernul Republicii Arabe Siriene · (Autoritate politică de tranziție în opoziție) | constituirea unui organ administrativ Guvernul Interimar al Siriei                 | | 14 septembrie 2013 |
| Coaliția Națională a Forțelor de Opoziție și a Revoluției din Siria | Siria · Guvernul Republicii Arabe Siriene · (Autoritate politică de tranziție în opoziție) | Președinte                                                                         | Mouaz al-Khatib                                                                                                  | 11 noiembrie 2012  |
| Administrația Centrală Tibetană                                     | China Guvernul Republicii Populare Chineze Administeația Regiunii autonome Xizang din cadrul Republicii Populare Chineze (Guvern în exil)                                                                                   | Dalai Lama                                                                         | Tenzin Gyatso | 25 august 1939     |
| Administrația Centrală Tibetană                                     | China Guvernul Republicii Populare Chineze Administeația Regiunii autonome Xizang din cadrul Republicii Populare Chineze (Guvern în exil)                                                                                   | Președinte al Administrației Centrale (Sikyong)                                    | Lobsang Sangay                                                                                                   | 8 august 2011      |
| Zeila și Lughaya                                                    | Somalia · Guvernul Republicii Somalia · Somaliland · Awdalland · (Guvernul statului autonom Zeila și Lughaya) | Președinte                                                                         | Mahad Abiib Mahamoud                                                                                             | 7 februarie 2012   |